# Gegenkultur der 1960er Jahre
Die Gegenkultur der 1960er Jahre war ein Kulturphänomen und eine politische Bewegung, die sich Mitte des 20. Jahrhunderts in der westlichen Welt entwickelte. Sie begann in den frühen 1960er Jahren und setzte sich bis in die frühen 1970er Jahre fort. Oft wird sie mit dem kulturellen Liberalismus und den verschiedenen Formen sozialen Wandelns des Jahrzehnts gleichgesetzt. Die Auswirkungen der Bewegung sind bis heute zu erkennen.
Die Gesamtbewegung gewann an Schwung, als die Bürgerrechtsbewegung in den Vereinigten Staaten bedeutende Fortschritte gemacht hatte, wie z. B. den Voting Rights Act von 1965. Mit der Verschärfung des Vietnamkriegs im selben Jahr wurde sie schließlich für einige revolutionär. Mit dem Fortschreiten der Bewegung entwickelten sich auch weit verbreitete soziale Spannungen in Bezug auf andere Themen, die tendenziell entlang der Generationslinien verliefen, wie z. B. die Achtung des Individuums, die menschliche Sexualität, die Rechte der Frauen, die traditionellen Formen der Autorität, die Rechte der People of Color, die Aufhebung der Rassentrennung, das Experimentieren mit psychoaktiven Drogen und die unterschiedlichen Auslegungen des amerikanischen Traums. Viele Schlüsselbewegungen zu diesen Themen wurden in der Gegenkultur der 1960er Jahre geboren oder weiterentwickelt.
Im Laufe der Zeit entstanden neue kulturelle Formen und eine dynamische Subkultur, die Experimente, Individualität und moderne Inkarnationen der Bohème und der Aufstieg der Hippies und anderer alternativer Lebensstile. Besonders bemerkenswert ist diese Experimentierfreudigkeit bei populären Musikern wie den Beatles, Jimi Hendrix, Jim Morrison, Janis Joplin und Bob Dylan sowie bei Filmemachern des New Hollywood, der Französischen Neuen Welle und der Japanischen Neuen Welle, deren Werke weit weniger von der Zensur eingeschränkt wurden. Innerhalb und über viele Disziplinen hinweg trugen viele andere kreative Künstler, Autoren und Denker dazu bei, die Gegenkulturbewegung zu definieren. Der Alltag der Mode erlebte einen Niedergang des Anzugs und vor allem des Tragens von Hüten; zu den weiteren Veränderungen gehörte die Normalisierung von langem, offen getragenem Haar für Frauen (wie auch für viele Männer zu dieser Zeit), die Popularisierung traditioneller afrikanischer, indischer und nahöstlicher Kleidungsstile (einschließlich des Tragens von Naturhaar für Menschen afrikanischer Abstammung), die Erfindung und Popularisierung des Minirocks, der die Saumlänge über die Knie anhob, sowie die Entwicklung distinguierter, von Jugendlichen geführter Mode-Subkulturen. Die Jeans, sowohl für Männer als auch für Frauen, wurde zu einer wichtigen Modebewegung, die bis in die Gegenwart anhält.
Mehrere Faktoren unterschieden die Gegenkultur der 1960er Jahre von den antiautoritären Bewegungen früherer Epochen. Der Babyboom nach dem Zweiten Weltkrieg brachte zudem eine noch nie dagewesene Anzahl Jugendlicher als potenzielle Teilnehmer an einem Umdenken über die Richtung der Vereinigten Staaten und anderer demokratischer Gesellschaften hervorgebracht. Der Wohlstand der Nachkriegszeit erlaubte es einem Großteil der Generation der Gegenkultur, über die Versorgung mit den materiellen Lebensnotwendigkeiten hinauszugehen, die ihre Eltern in der Weltwirtschaftskrise beschäftigt hatten.
Die Ära war auch insofern bemerkenswert, als ein erheblicher Teil der Verhaltensweisen und „Ursachen“ innerhalb der größeren Bewegung schnell in die Mainstream-Gesellschaft integriert wurde, insbesondere in den USA, obwohl die Teilnehmer der Gegenkultur in ihren jeweiligen Ländern eine klare Minderheit darstellten.

## Geschichtlicher Hintergrund

### Geopolitik in der Nachkriegszeit

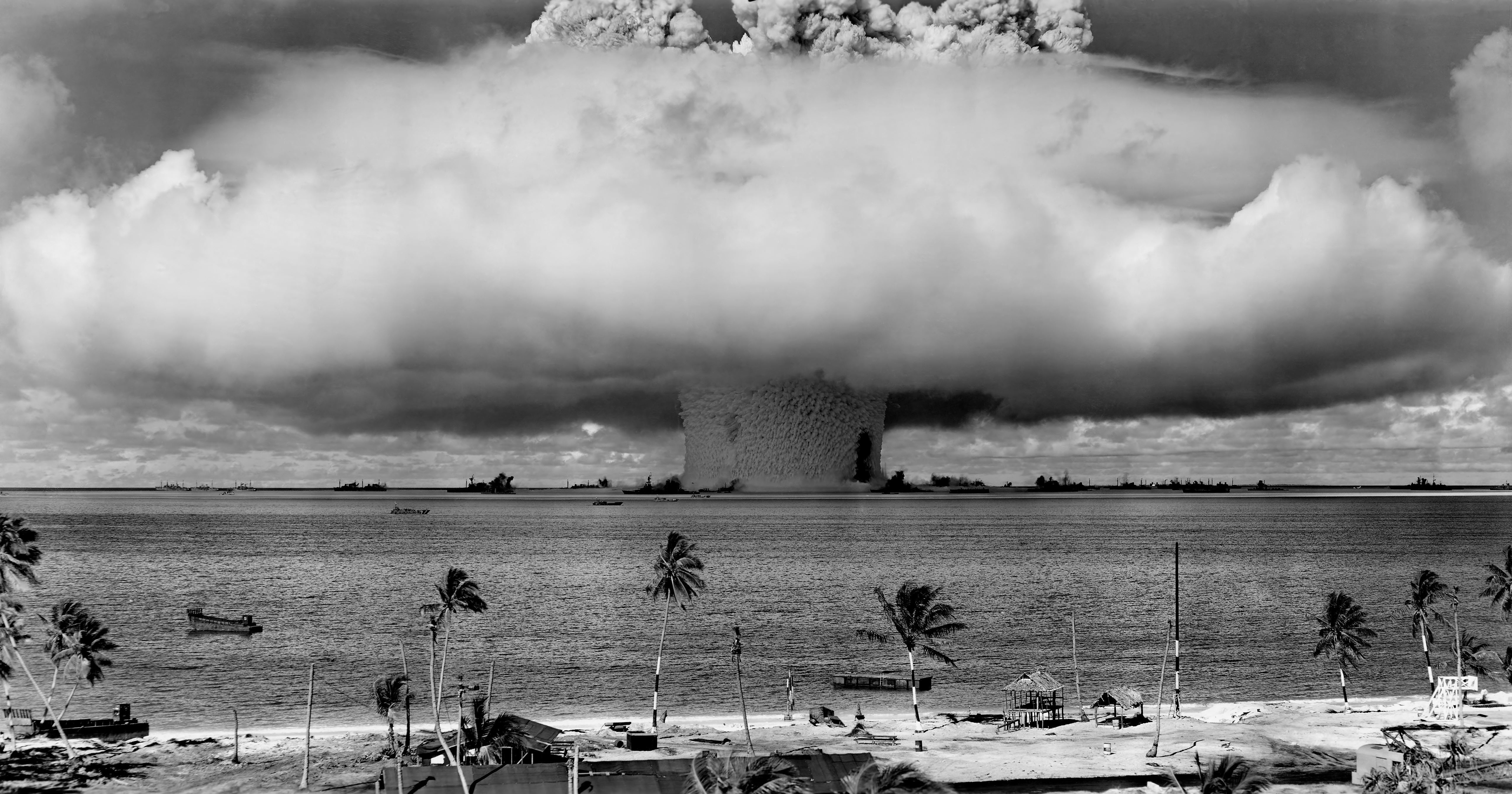
Unterwasser-Atomtest "Baker", Bikini-Atoll, Pazifik, 1946

Der Kalte Krieg zwischen Kommunisten und kapitalistischer Staaten beinhaltete Spionage und Kriegsvorbereitungen zwischen mächtigen Nationen sowie die politische und militärische Einmischung mächtiger Staaten in die inneren Angelegenheiten weniger mächtiger Nationen. Die schlechten Ergebnisse einiger dieser Aktivitäten waren der Grund für die Desillusionierung und das Misstrauen gegenüber den Nachkriegsregierungen. Beispiele hierfür waren die harten Reaktionen der Sowjetunion (UdSSR) auf die antikommunistischen Volksaufstände wie den Ungarischen Volksaufstand 1956 und den Prager Frühling in der Tschechoslowakei 1968 sowie die verpfuschte US-Invasion in der Schweinebucht auf Kuba 1961.
In den USA führte die anfängliche Täuschung durch Präsident Dwight D. Eisenhower über die Art des U-2-Zwischenfalls 1960 dazu, dass die Regierung auf höchster Ebene in einer eklatanten Lüge ertappt wurde, und trug zu einem wachsenden Misstrauen gegenüber Autoritäten bei vielen Menschen bei, die in dieser Zeit erwachsen wurden. Der Vertrag über das Verbot von Kernwaffenversuchen in der Atmosphäre, im Weltraum und unter Wasser spaltete das die USA zusätzlich entlang politischer und militärischer Linien. Interne politische Meinungsverschiedenheiten über die Vertragsverpflichtungen in Südostasien (SEATO), insbesondere in Vietnam, und die Debatte darüber, wie andere kommunistische Aufstände bekämpft werden sollten, führten ebenfalls zu Uneinigkeit innerhalb des Establishments. In Großbritannien wurden im Rahmen der Profumo-Affäre auch führende Politiker des Establishments beim Betrug ertappt, was zu Desillusionierung führte und als Katalysator für liberalen Aktivismus diente.
Die Kubakrise, die die Welt im Oktober 1962 an den Rand eines Atomkriegs brachte, wurde größtenteils durch doppelzüngige Reden und Handlungen der Sowjetunion angefacht. Das Attentat auf US-Präsident John F. Kennedy im November 1963 und die damit verbundenen Verschwörungstheorien zu diesem Ereignis führten zu einem weiteren Vertrauensverlust in die Regierung, auch bei jüngeren Menschen.

### Soziale Themen und Aufrufe zum Handeln
Viele soziale Themen trieben den Wachstum der größeren Gegenkulturbewegung voran. Eines davon war die Gewaltlose Bewegung in den Vereinigten Staaten, die die verfassungsmäßigen Bürgerrechte, insbesondere die allgemeine Rassentrennung, die Entrechtung der Schwarzen im Süden durch die von Weißen dominierten Bundesstaaten und die anhaltende Rassendiskriminierung bei Arbeitsplätzen, Wohnungen und beim Zugang zu öffentlichen Einrichtungen sowohl im Norden als auch im Süden, aufheben wollte.
Auf dem Campus von Colleges und Universitäten kämpften studentische Aktivisten für das Recht, ihre verfassungsmäßigen Grundrechte auszuüben, insbesondere die Redefreiheit und die Versammlungsfreiheit. Viele Aktivisten der Gegenkultur wurden auf die Notlage der Armen aufmerksam, und Community Organizer kämpften für die Finanzierung von Anti-Armuts-Programmen, insbesondere im Süden und in den Ghetto-Gebieten der Vereinigten Staaten.
Der Umweltgedanke entstand aus der Erkenntnis, dass die Industrialisierung, die daraus resultierende Umweltverschmutzung und der fehlgeleitete Einsatz von Chemikalien wie Pestizide in dem wohlmeinenden Bemühen, die Lebensqualität der schnell wachsenden Bevölkerung zu verbessern, immer mehr Schaden anrichten. Autoren wie Rachel Carson spielten eine Schlüsselrolle bei der Entwicklung eines neuen Bewusstseins in der Globalbevölkerung für die Fragilität unseres Planeten, trotz des Widerstands von Teilen des Establishments in vielen Ländern.
Die Notwendigkeit, sich mit den Minderheitenrechten von Frauen, Homosexuellen, Behinderten und vielen anderen vernachlässigten Bevölkerungsgruppen zu befassen, rückte in den Vordergrund, als eine wachsende Zahl vor allem jüngerer Menschen sich von den Zwängen der Orthodoxie der 1950er Jahre löste und für eine integrativere und tolerantere soziale Landschaft kämpfte.
Die Verfügbarkeit neuer und wirksamerer Formen der Geburtenkontrolle war eine wichtige Grundlage für die sexuelle Revolution. Die Vorstellung von "Freizeitsex" ohne die Gefahr einer ungewollten Schwangerschaft veränderte die soziale Dynamik radikal und erlaubte sowohl Frauen als auch Männern eine viel größere Freiheit bei der Wahl des sexuellen Lebensstils außerhalb der Grenzen der traditionellen Ehe. Mit dieser veränderten Einstellung stieg in den 1990er Jahren der Anteil der außerehelich geborenen Kinder bei den Weißen von 5 % auf 25 % und bei den Afroamerikanern von 25 % auf 66 %.

### Aufkommende Medien

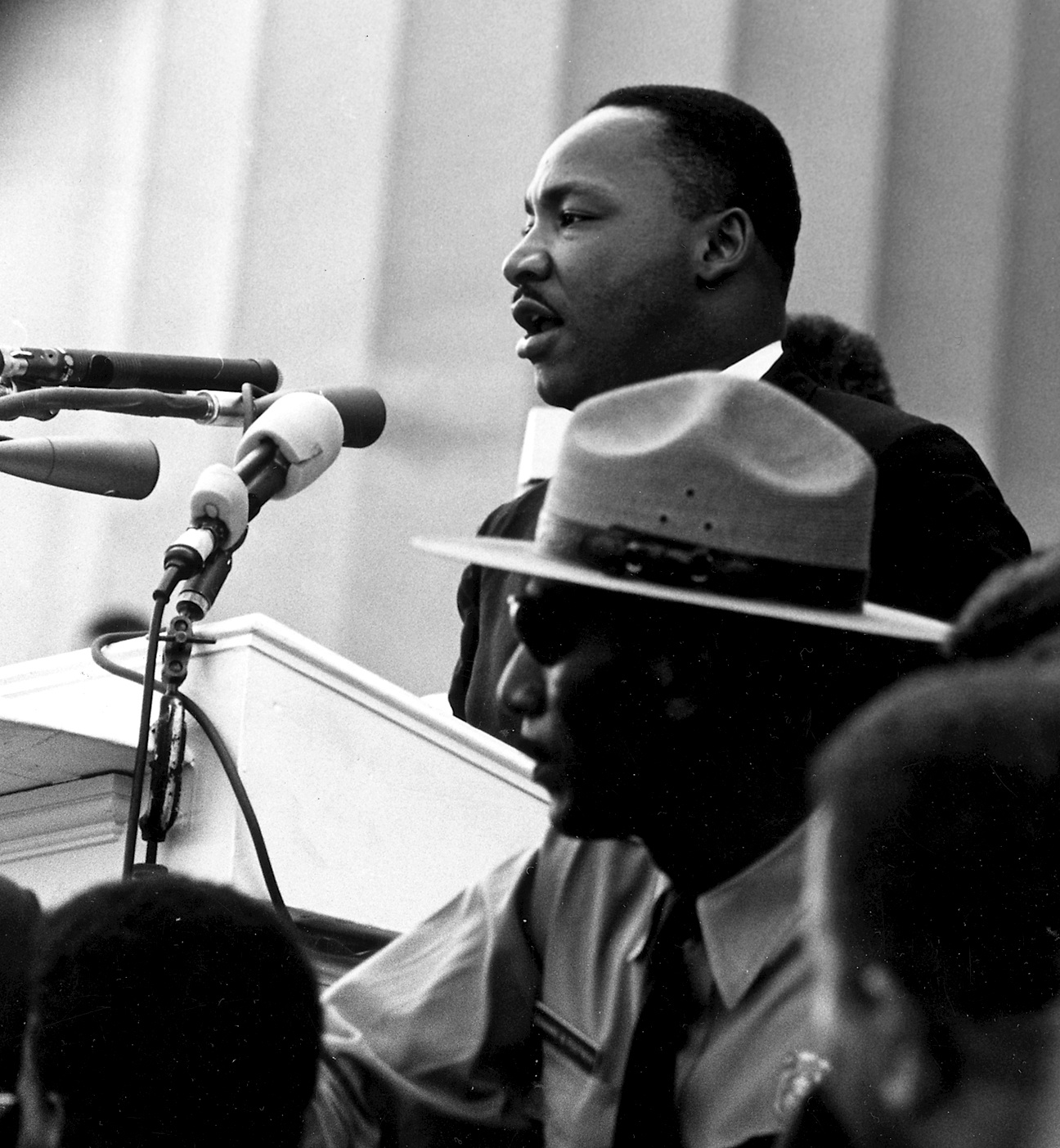
Martin Luther Kings "I Have a Dream" Rede, gehalten vor dem Lincoln Memorial während des Marschs auf Washington im Jahr 1963

#### Fernsehen
Für die nach dem Zweiten Weltkrieg geborenen waren das Aufkommen des Fernsehens als Unterhaltungs- und Informationsquelle sowie die damit verbundene massive Ausweitung des Konsumverhaltens, die durch den Wohlstand der Nachkriegszeit ermöglicht und durch die Fernsehwerbung gefördert wurde, wichtige Faktoren für die Desillusionierung einiger jüngerer Menschen und die Herausbildung neuer sozialer Verhaltensweisen, auch wenn die Werbeagenturen massiv um den "hippen" Jugendmarkt warben. In den USA wurden in nahezu Echtzeit Fernsehnachrichten über die Birmingham-Kampagne der Bürgerrechtsbewegung 1963, den "Bloody Sunday" der Märsche von Selma nach Montgomery 1965 und grafisches Nachrichtenmaterial aus Vietnam brachten zum ersten Mal erschreckende, bewegende Bilder der blutigen Realität bewaffneter Konflikte in die Wohnzimmer.

#### Neues Kino
Der Zusammenbruch der Durchsetzung des US-amerikanischen Hays Code Die Zensur in der Filmproduktion, die Verwendung neuer künstlerischer Ausdrucksformen im europäischen und asiatischen Kino und das Aufkommen moderner Produktionswerte läuteten eine neue Ära der Produktion, des Vertriebs und der Vorführung von Arthouse-, pornografischen und Mainstream-Filmen ein. Das Ende der Zensur führte zu einer völligen Umgestaltung der westlichen Filmindustrie. Mit der neu gewonnenen künstlerischen Freiheit brachte eine Generation außergewöhnlich talentierter New-Wave-Filmemacher, die in allen Genres arbeiteten, zum ersten Mal realistische Darstellungen von zuvor verbotenen Themen auf die Kinoleinwände, obwohl die Filmstudios des Hollywoods von einigen Elementen der Gegenkultur immer noch als Teil des Establishments betrachtet wurden. Erfolgreiche neue Filme des New Hollywood der 1960er Jahre waren Bonnie und Clyde, The Graduate, The Wild Bunch und Dennis Hoppers Easy Rider. Weitere Beispiele für das hippie-modernistische Kino sind die experimentellen Kurzfilme von Jordan Belson und Bruce Conner, der Konzertfilm Gimme Shelter 1970, Medium Cool, Zabriskie Point und Punishment Park.

#### Neues Radio

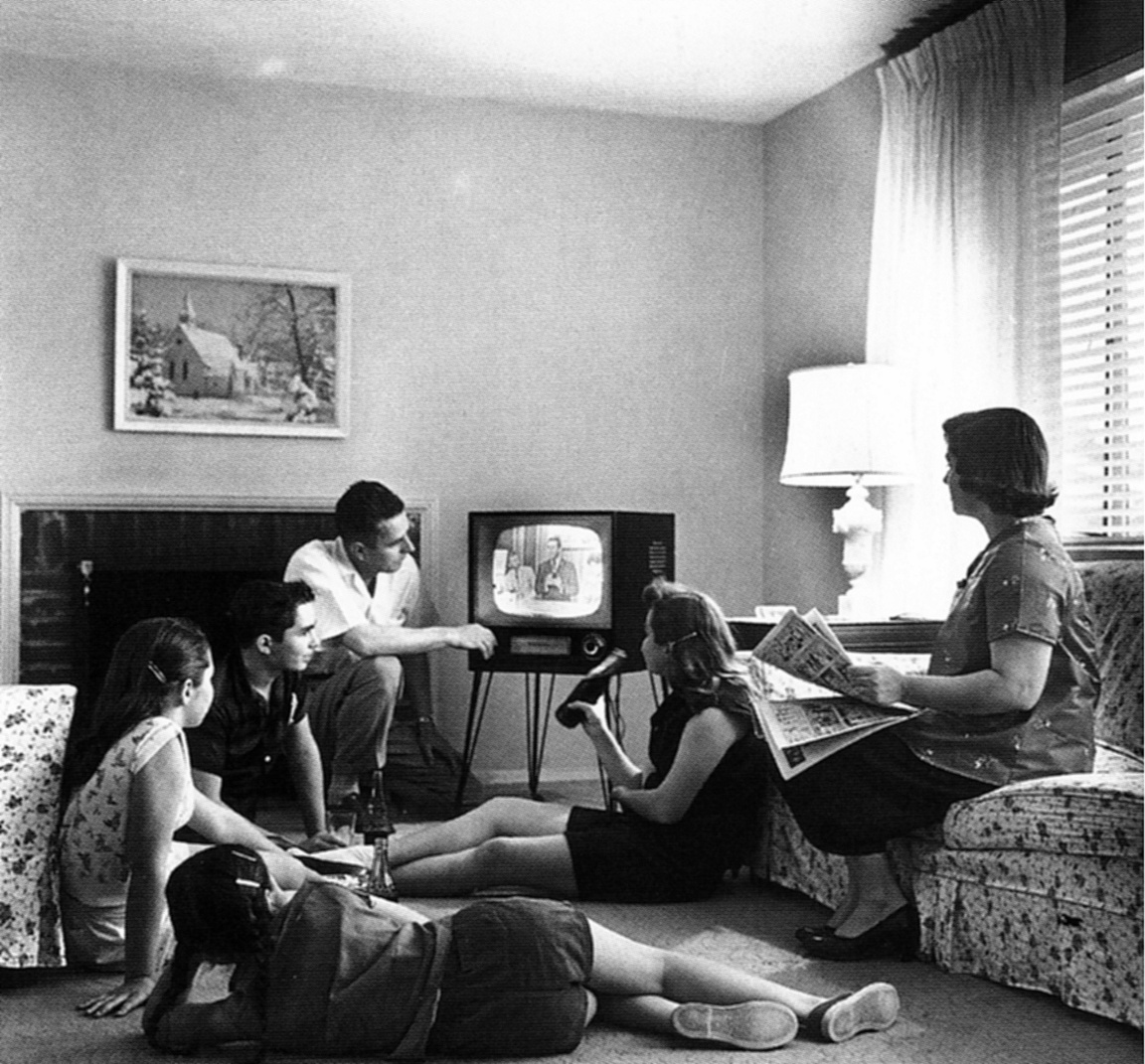
Eine Familie schaut Fernsehen (um 1958)

Gegen Ende der 1960er Jahre löste das bis dahin wenig beachtete FM-Radio das AM-Radio als Mittelpunkt der explosionsartigen Verbreitung von Rock and Roll-Musik ab und wurde zum Dreh- und Angelpunkt jugendorientierter Nachrichten und Werbung für die Generation der Gegenkultur.

### Veränderungen im Lebensstil
Kommunen, Kollektive und intentionale Gemeinschaften wurden in dieser Zeit wieder populär. Frühe Gemeinschaften wie die Hog Farm, das Quarry Hill und die Drop City in den USA wurden als direkte Versuche der Agrarier gegründet, zum Land zurückzukehren und frei von äußeren Einflüssen zu leben. Im weiteren Verlauf der Ära gründeten und besiedelten viele Menschen neue Gemeinschaften als Reaktion auf die Enttäuschung über die üblichen Gemeinschaftsformen, aber auch auf die Unzufriedenheit mit bestimmten Elementen der Gegenkultur selbst. Einige dieser sich selbst erhaltenden Gemeinschaften werden für die Entstehung und Ausbreitung der internationalen Grünen Bewegung verantwortlich gemacht.
Das aufkommende Interesse an einem erweiterten spirituellen Bewusstsein, an Yoga, an okkulten Praktiken und an einem verstärkten Human Potential Movement trug dazu bei, die Ansichten über die organisierte Religion in dieser Zeit zu verändern. Im Jahr 1957 gaben 69 % der von Gallup befragten US-Bürger an, dass der Einfluss der Religion zunehme. In den späten 1960er Jahren waren laut Umfragen weniger als 20 % dieser Meinung.
Die „Generationenschere“, d. h. die unvermeidlich empfundene Kluft in der Weltanschauung zwischen Alt und Jung, war vielleicht nie größer als in der Zeit der Gegenkultur. Die Kluft zwischen den Generationen in den 1960er und frühen 1970er Jahren war zu einem großen Teil auf die sich rasch entwickelnden Mode- und Frisurentrends zurückzuführen, die von den Jungen gerne angenommen, von den Alten aber oft missverstanden und belächelt wurden. Dazu gehörte das Tragen von sehr langen Haaren bei Männern,, das Tragen von Natur- oder „Afro“-Frisuren durch Schwarze, das Tragen von freizügiger Kleidung durch Frauen in der Öffentlichkeit und die Verbreitung der psychedelischen Kleidung und Insignien der kurzlebigen Hippie-Kultur. Schließlich wurden praktische und bequeme Freizeitkleidung, wie aktualisierte Formen von T-Shirts (oft gefärbt oder mit politischen oder werblichen Aussagen versehen) und Levi Strauss- Blue Denim Jeans wurde zur dauerhaften Uniform der Generation, während das tägliche Tragen von Anzügen und die traditionelle westliche Kleiderordnung an Bedeutung verloren. Die modische Dominanz der Gegenkultur endete mit dem Aufkommen von Disco und Punkrock in den späteren 1970er Jahren, auch wenn die weltweite Popularität von T-Shirts, Jeans und Freizeitkleidung im Allgemeinen weiter zunahm.

#### Aufkommende Drogenkultur der Mittelschicht
In der westlichen Welt trug der nach wie vor kriminelle legale Status der Freizeitdrogenindustrie dazu bei, dass einige der in der Ära der Gegenkultur Heranwachsenden eine gegen das Establishment gerichtete soziale Dynamik entwickelten. Der explosionsartige Anstieg des Marihuana-Konsums in dieser Zeit, der zum großen Teil von Studenten auf den sich schnell ausbreitenden College-Campussen getragen wurde, führte dazu, dass immer mehr Menschen ihre persönlichen Angelegenheiten im Geheimen regeln, indem sie verbotene Substanzen beschaffen und konsumieren. Die Einstufung von Marihuana als Betäubungsmittel und die Verhängung schwerer strafrechtlicher Sanktionen für seinen Konsum trieben das Rauchen von Marihuana und das Experimentieren mit Substanzen im Allgemeinen tief in den Untergrund. Viele begannen aufgrund ihrer Entscheidung, solche Drogen und Substanzen zu konsumieren, ein weitgehend klandestines Leben zu führen, da sie Vergeltungsmaßnahmen seitens ihrer Regierungen fürchteten.

### Strafverfolgung

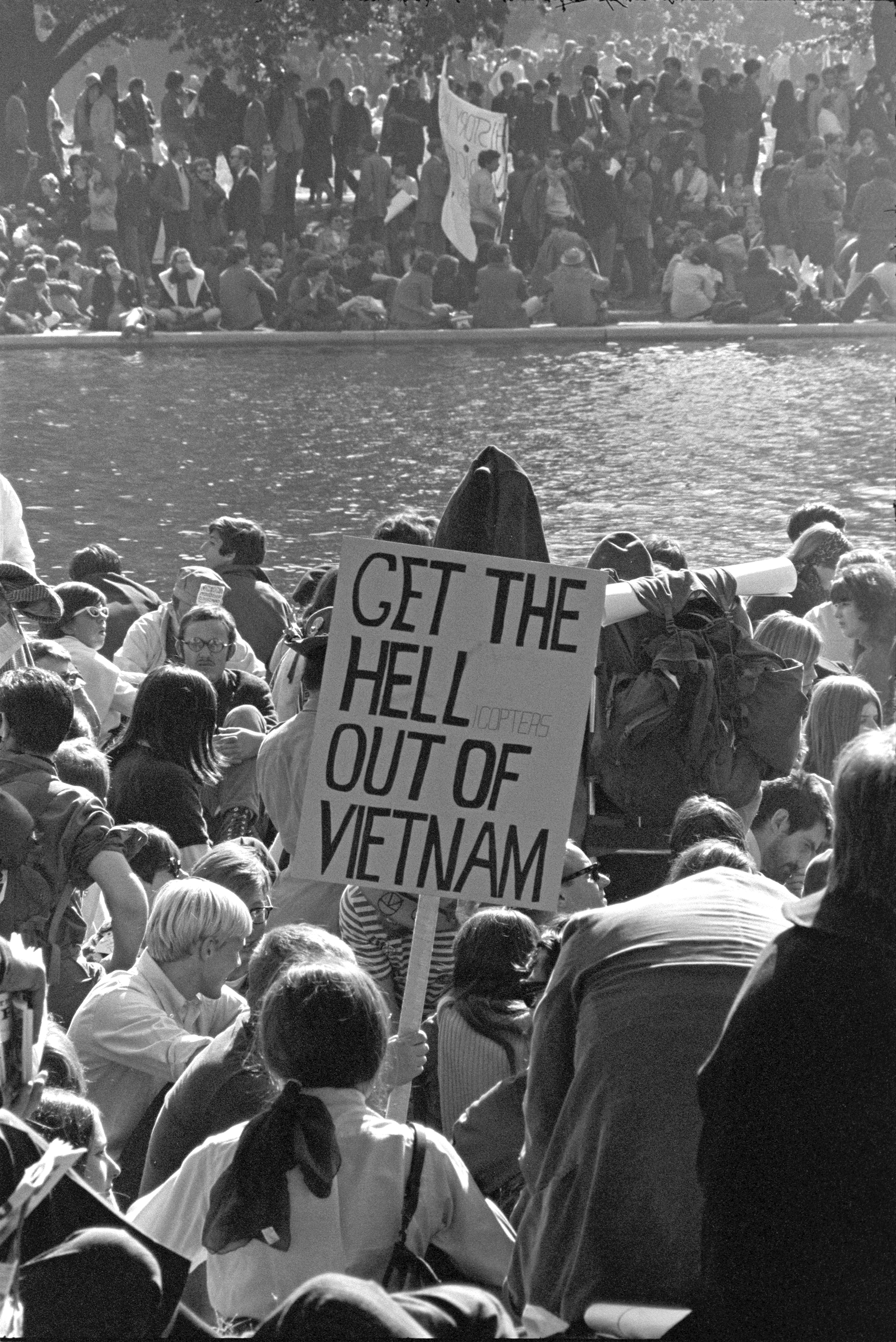
Protestanten demonstrieren gegen den Vietnamkrieg beim March on the Pentagon

Die Konfrontationen zwischen College-Studenten (und anderen Aktivisten) und Polizeibeamten wurden zu einem der Markenzeichen dieser Zeit. Viele jüngere Menschen begannen, der Polizei zutiefst zu misstrauen, und Begriffe wie "Fuzz" und "Schwein" als abwertende Schimpfwörter für die Polizei tauchten wieder auf und wurden zu Schlüsselwörtern im Lexikon der Gegenkultur. Das Misstrauen gegenüber der Polizei beruhte nicht nur auf der Angst vor Polizeibrutalität während politischer Proteste, sondern auch auf allgemeiner Polizeikorruption - insbesondere auf der Fälschung von Beweisen durch die Polizei und auf offener Verführung in Drogenfällen. In den USA erreichten die sozialen Spannungen zwischen Teilen der Gegenkultur und den Strafverfolgungsbehörden in vielen bemerkenswerten Fällen die Grenze des Erträglichen, darunter die Proteste an der Columbia University 1968 in New York City, die Democratic National Convention Proteste in Chicago im selben Jahr, die Verhaftung und Gefangenschaft von John Sinclair in Ann Arbor, Michigan, und das Kent-State-Massaker an der Kent State University in Ohio, wo die Nationalgarde als Ersatz für die Polizei fungierte. Auch im Vereinigten Königreich war polizeiliches Fehlverhalten in dieser Zeit ein ständiges Thema.

### Vietnamkrieg
Der Vietnamkrieg und die langwierige nationale Spaltung zwischen Befürwortern und Gegnern des Krieges waren wohl die wichtigsten Faktoren, die zum Entstehen einer größeren Gegenkulturbewegung beitrugen.
Die weithin akzeptierte Behauptung, dass nur junge Menschen gegen den Krieg eingestellt waren, ist ein Mythos, da riesige Kriegsproteste mit Tausenden von Menschen in jeder größeren Stadt der USA und anderswo in der westlichen Welt Millionen von Menschen gegen den Krieg und gegen die Kriegspolitik vereinen, die unter fünf US-Kongressen und zwei Präsidentschaftsregierungen herrschte.

## Regionen

### Westeuropa
Die Gegenkultur-Bewegung setzte sich in Westeuropa durch, wobei London, Amsterdam, Paris, Rom und Mailand, Kopenhagen und West-Berlin mit San Francisco und New York als Zentren der Gegenkultur konkurrierten. 

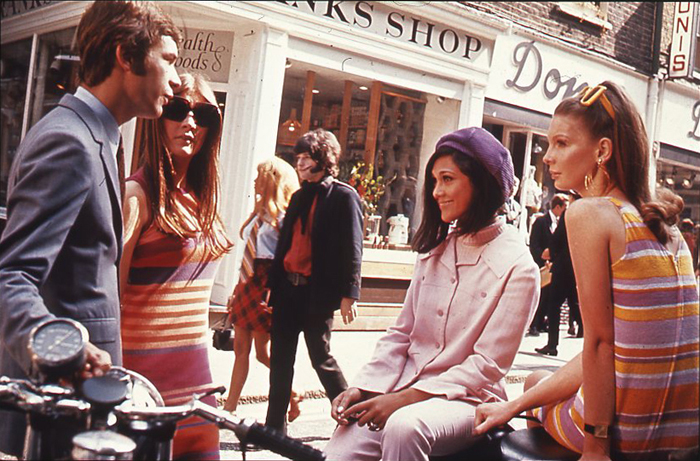
Carnaby Street, London, 1966

Der UK Underground war eine Bewegung, die an die wachsende Subkultur in den USA anknüpfte und mit dem Hippie-Phänomen in Verbindung gebracht wurde; sie brachte eigene Zeitschriften und Zeitungen, Mode, Musikgruppen und Clubs hervor. Der Underground-Vertreter Barry Miles sagte: „Der Underground war ein Sammelbegriff für eine Gemeinschaft gleichgesinnter, gegen das Establishment gerichteter, kriegsgegnerischer und für den Rock’n’Roll eintretender Personen, von denen die meisten ein gemeinsames Interesse an Freizeitdrogen hatten. Sie sahen Frieden, die Erkundung eines erweiterten Bewusstseinsbereichs, Liebe und sexuelle Experimente als wertvoller an als die Teilnahme am Rattenrennen. Der geradlinige, konsumorientierte Lebensstil war nicht nach ihrem Geschmack, aber sie hatten nichts dagegen, dass andere ihn lebten. Damals war das Bürgertum jedoch noch der Meinung, es habe das Recht, seine Werte allen anderen aufzuzwingen, was zu Konflikten führte.“
In den Niederlanden war Provo eine Gegenkulturbewegung, die sich auf „provokative direkte Aktionen (‚Streiche’ und ‚Happenings’) konzentrierte, um die Gesellschaft aus ihrer politischen und sozialen Gleichgültigkeit aufzurütteln“.
In Frankreich führte der Generalstreik in Paris im Mai 1968 zu einer Vereinigung der französischen Studenten und beinahe zum Sturz der Regierung.
Die Kommune 1 oder K1 war eine Kommune in West-Berlin, die für ihre bizarren Inszenierungen bekannt war, die zwischen Satire und Provokation schwankten. Die Veranstaltungen dienten als Inspiration für die Sponti-Bewegung und andere linke Gruppen. Im Spätsommer 1968 zog die Kommune in eine verlassene Fabrik in der Stephanstraße, um sich neu zu orientieren. Diese zweite Phase der Kommune 1 war geprägt von Sex, Musik und Drogen. Schon bald empfing die Kommune Besucher aus der ganzen Welt, darunter auch Jimi Hendrix.

### Osteuropa
Mánička ist eine tschechische Bezeichnung für junge Menschen mit langen Haaren, in der Regel Männer in der Tschechoslowakei in den 1960er und 1970er Jahren. Lange Haare bei Männern galten in dieser Zeit als Ausdruck der politischen und sozialen Einstellung in der kommunistischen Tschechoslowakei. Ab Mitte der 1960er Jahre wurde langhaarigen und "unordentlichen" Personen (so genannten máničky oder vlasatci (englisch: Mops)) in mehreren tschechischen Städten der Zutritt zu Kneipen, Kinosälen, Theatern und die Benutzung öffentlicher Verkehrsmittel untersagt. 1964 schlossen die Vorschriften für öffentliche Verkehrsmittel in Most und Litvínov langhaarige máničky als Unmut erregende Personen aus. Zwei Jahre später verbot der Gemeinderat von Poděbrady den máničky den Zutritt zu den Kultureinrichtungen der Stadt. Im August 1966 teilte der Rudé právo mit, dass den máničky in Prag der Besuch von Restaurants der I. und II. Preisklasse untersagt wurde.
Im Jahr 1966 wurden im Rahmen einer großen, von der Kommunistischen Partei der Tschechoslowakei koordinierten Kampagne rund 4.000 junge Männer gezwungen, sich die Haare zu schneiden, oft in den Zellen und mit Hilfe der Staatspolizei. Am 19. August 1966 wurden bei einem von der Staatspolizei organisierten "Sicherheitseinsatz" 140 Langhaarige verhaftet. Als Reaktion darauf organisierte die "Gemeinschaft der Langhaarigen" einen Protest in Prag. Mehr als 100 Personen riefen Slogans wie "Gebt uns unsere Haare zurück" oder "Weg mit den Friseuren". Die Staatspolizei verhaftete die Organisatoren und mehrere Teilnehmer der Versammlung. Einige von ihnen wurden zu Gefängnisstrafen verurteilt. Nach Angaben der Zeitung Mladá fronta Dnes erstellte das tschechoslowakische Innenministerium 1966 sogar eine detaillierte Karte über die Häufigkeit des Auftretens langhaariger Männer in der Tschechoslowakei. Im August 1969, während des ersten Jahrestages des sowjetischen Einmarschs in die Tschechoslowakei, waren die langhaarigen Jugendlichen eine der aktivsten Stimmen im Staat, die gegen die Besatzung protestierten. Die jugendlichen Demonstranten wurden von der offiziellen normalisierten Presse als "Vagabunden" und "Faulenzer" bezeichnet.

### Australien

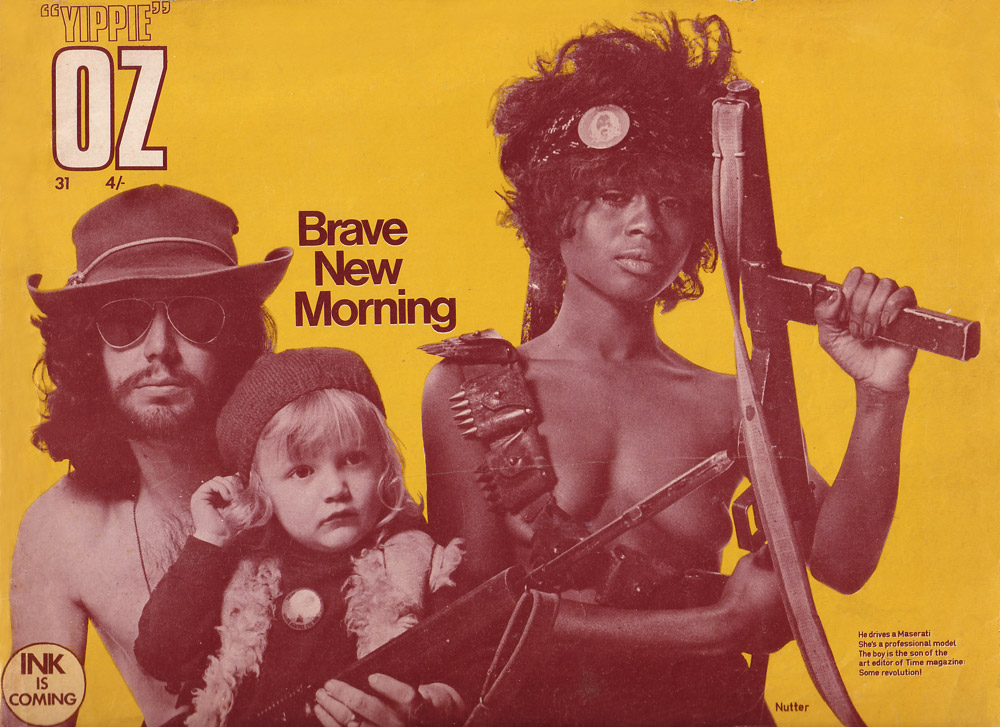
Oz Nr. 31 (Cover)

Das Oz Magazin wurde zunächst als satirisches Humor-Magazin zwischen 1963 und 1969 in Sydney veröffentlicht und wurde in seiner zweiten und bekannteren Inkarnation zu einem "psychedelischen Hippie"-Magazin von 1967 bis 1973 in London. Es wurde stark als Teil der Untergrundpresse identifiziert und war Gegenstand zweier berühmter Obszönitätsprozesse, einer 1964 in Australien und der andere 1971 im Vereinigten Königreich.
The Digger wurde zwischen 1972 und 1975 monatlich veröffentlicht und diente als nationales Ventil für viele Bewegungen innerhalb der australischen Gegenkultur mit namhaften Beiträgen - darunter die Feministinnen der zweiten Welle Anne Summers und Helen Garner; Ron Cobbs Beobachtungen während eines einjährigen Aufenthalts im Land; die Aborigine-Aktivistin Cheryl Buchanan (die 1972 aktiv an der Gründung der Aborigine-Zeltbotschaft beteiligt war); und später der Aktivist Lionel Fogarty und der radikale Wissenschaftler Alan Roberts (1925–2017) zur globalen Erwärmung – und fortlaufende Berichterstattung über kulturelle Wegbereiter wie die Australian Performing Group (auch bekannt als Pram Factory) und aufstrebende australische Filmemacher. „The Digger“ wurde von einem sich entwickelnden Kollektiv produziert, von dem viele zuvor die Gegenkultur-Zeitungen „Revolution“ und „High Times“ herausgegeben hatten. Alle drei Zeitschriften wurden vom Verleger und Redakteur Phillip Frazer mitbegründet, der 1966, als er selbst noch ein Teenager war, Australiens legendäre Popmusik-Zeitung „Go-Set“ herausbrachte.

### Lateinamerika

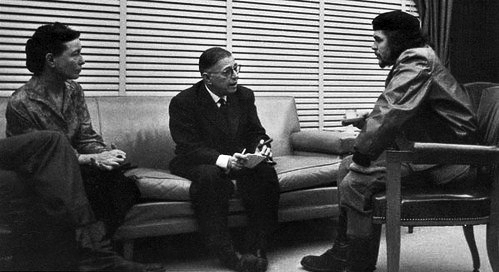
Drei revolutionäre Ikonen der Sechzigerjahre. Begegnungen zwischen Simone de Beauvoir, Jean-Paul Sartre and Ernesto "Che" Guevara in Kuba, 1960.

In Mexiko war Rockmusik eng mit der Jugendrevolte der 1960er Jahre verbunden. Mexiko-Stadt sowie nördliche Städte wie Monterrey, Nuevo Laredo, Ciudad Juárez und Tijuana wurden mit US-amerikanischer Musik konfrontiert. Viele mexikanische Rockstars engagierten sich in der Gegenkultur. Das dreitägige Festival Rock y Ruedas de Avándaro, das 1971 im Avándaro-Tal nahe Toluca, einer Nachbarstadt von Mexiko-Stadt, stattfand, wurde als „Mexikanisches Woodstock“ bekannt. Nacktheit, Drogenkonsum und die Präsenz der US-Flagge schockierten die konservative mexikanische Gesellschaft so sehr, dass die Regierung für den Rest des Jahrzehnts Rock-’n’-Roll-Auftritte verbot. Das Festival, das als Beweis für die Modernisierung Mexikos vermarktet wurde, hatte nie die Massen angezogen, die es anzog, und die Regierung musste am Ende massenhaft gestrandete Besucher evakuieren. Dies geschah während der Ära von Präsident Luis Echeverría, einer extrem repressiven Ära in der mexikanischen Geschichte. Alles, was mit der Gegenkultur oder Studentenprotesten in Verbindung gebracht werden konnte, durfte nicht im öffentlichen Rundfunk ausgestrahlt werden, da die Regierung eine Wiederholung der Studentenproteste von Tlatelolco von 1968 befürchtete. Nur wenige Bands überlebten das Verbot. Diejenigen, die es schafften, wie Three Souls in My Mind (heute El Tri), blieben jedoch populär, was zum Teil auf die Übernahme spanischer Texte in ihren Texten zurückzuführen war, vor allem aber auf eine engagierte Underground-Anhängerschaft. Während mexikanische Rockgruppen Mitte der 1980er Jahre endlich wieder öffentlich auftreten durften, dauerte das Verbot, das Tourneen ausländischer Bands durch Mexiko verbot, bis 1989 an.
Der Córdobazo war ein ziviler Aufstand in der Stadt Córdoba, Argentinien Ende Mai 1969 während der Militärdiktatur von General Juan Carlos Onganía, der wenige Tage nach dem Rosariazo und ein Jahr nach dem französischen Mai 1968 stattfand. Im Gegensatz zu früheren Protesten entsprach der Córdobazo nicht früheren Kämpfen, die von marxistischen Arbeiterführern angeführt wurden, sondern vereinigte Studenten und Arbeiter im selben Kampf gegen die Militärregierung.

## Soziale und politische Bewegungen

### Ethnische Bewegungen

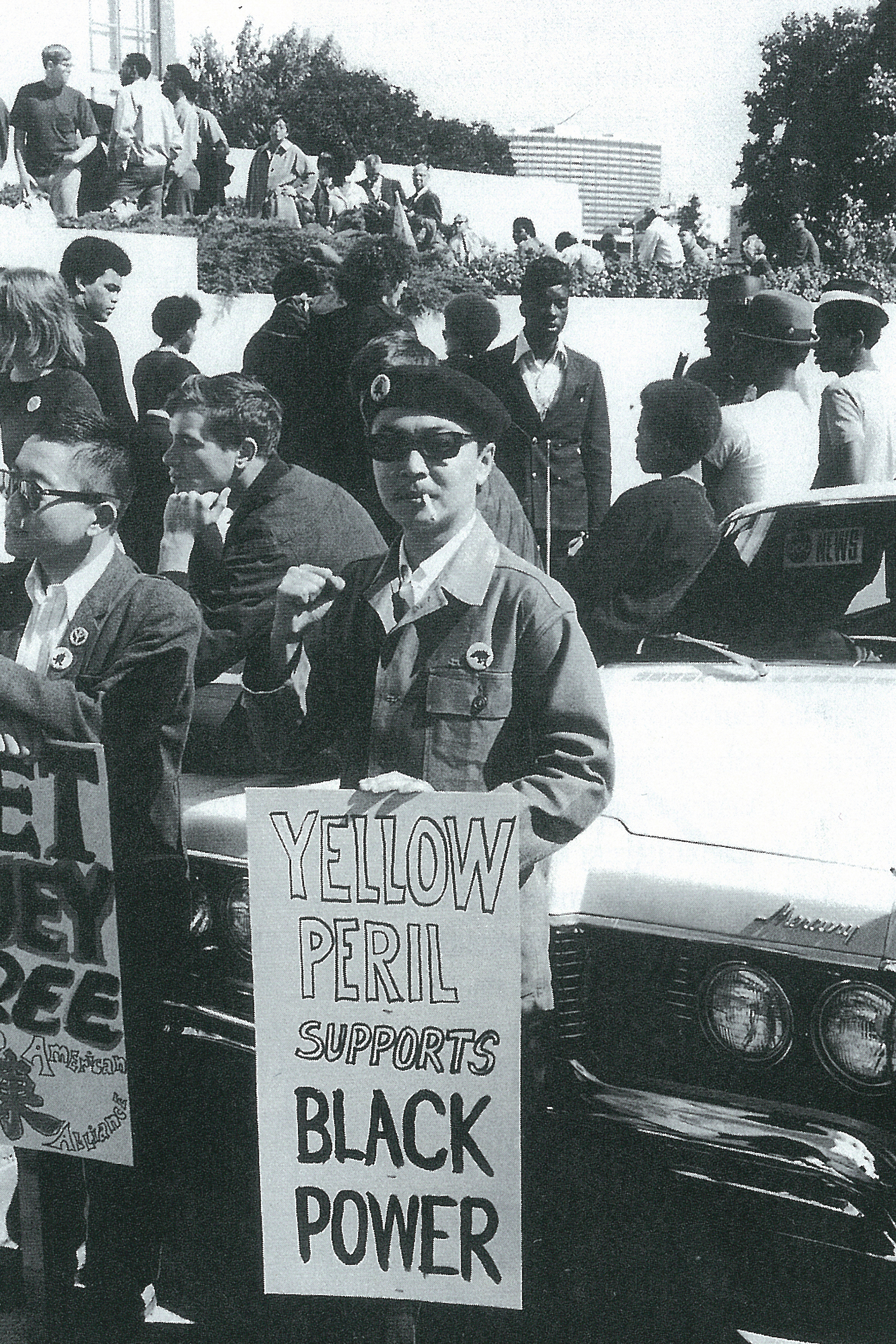
Aktivist Richard Aoki bei einer Black Panther Party Rallye

Die Bürgerrechtsbewegung, ein Schlüsselelement der größeren Gegenkulturbewegung, setzte angewandte Gewaltlosigkeit ein, um sicherzustellen, dass die in der US-Verfassung garantierten Rechte für alle Bürger gleichermaßen gelten. Viele Bundesstaaten verweigerten Afroamerikanern illegal viele dieser Rechte. Dies wurde Anfang und Mitte der 1960er Jahre in mehreren großen gewaltfreien Bewegungen teilweise erfolgreich angegangen.
Die Chicano-Bewegung der 1960er Jahre, auch Chicano-Bürgerrechtsbewegung genannt, war eine Bürgerrechtsbewegung, die die mexikanisch-amerikanische Bürgerrechtsbewegung der 1960er Jahre fortsetzte und das erklärte Ziel hatte, die Selbstbestimmung der mexikanisch-amerikanischen Bevölkerung zu stärken.
Das American Indian Movement ist eine indianische Graswurzelbewegung, die im Juli 1968 in Minneapolis, Minnesota, gegründet wurde. A.I.M. wurde ursprünglich in städtischen Gebieten gegründet, um systemische Probleme wie Armut und Polizeigewalt gegen amerikanische Ureinwohner anzugehen, erweiterte seinen Fokus jedoch bald von städtischen Themen auf viele Probleme der indigenen Stämme, mit denen die amerikanischen Ureinwohnergruppen aufgrund des Siedlerkolonialismus in Amerika konfrontiert waren, wie etwa Vertragsrechte, hohe Arbeitslosenquoten, Bildung, kulturelle Kontinuität und Bewahrung indigener Kulturen.
Auch die Asian-American-Bewegung war eine gesellschaftspolitische Bewegung, deren breite Basisarbeit asiatischer Amerikaner rassische, soziale und politische Veränderungen in den USA bewirkte. Sie erreichte ihren Höhepunkt in den späten 1960er- bis Mitte der 1970er-Jahre. In dieser Zeit förderten asiatische Amerikaner eine antiimperialistische und antikriegsfeindliche Bewegung und wandten sich direkt gegen den als ungerecht empfundenen Vietnamkrieg. Die American Asian Movement unterscheidet sich von früheren asiatisch-amerikanischen Aktivitäten durch ihre Betonung des Panasiatismus und ihre Solidarität mit US-amerikanischen und internationalen Dritte-Welt-Bewegungen.
Die Nuyorican-Bewegung ist eine kulturelle und intellektuelle Bewegung von Dichtern, Schriftstellern, Musikern und Künstlern puerto-ricanischer Abstammung, die in oder in der Nähe von New York City leben und sich selbst als Nuyoricaner bezeichnen oder als solche bekannt sind. Sie entstand in den späten 1960er und frühen 1970er Jahren in Vierteln wie Loisaida, East Harlem, Williamsburg und der South Bronx als Mittel zur Anerkennung der puerto-ricanischen Erfahrung in den USA, insbesondere für arme Menschen und Angehörige der Arbeiterklasse, die unter Marginalisierung, Ausgrenzung und Diskriminierung litten.
Junge Exilkubaner in den USA entwickelten ebenso ein Interesse an kubanischer Identität und Politik. Diese jüngere Generation hatte die USA während der aufkommenden Antikriegsbewegung, der Bürgerrechtsbewegung und der feministischen Bewegung der 1960er Jahre erlebt und wurde dadurch von Radikalen beeinflusst, die politische Selbstreflexion und soziale Gerechtigkeit propagierten. Auch Persönlichkeiten wie Fidel Castro und Che Guevara wurden damals von radikalen amerikanischen Studenten hoch gelobt. Diese Faktoren trugen dazu bei, dass sich einige junge Kubaner für eine Annäherung an Kuba einsetzten.

### Meinungsfreiheit
Ein Großteil der Gegenkultur der 1960er Jahre entstand auf dem Universitätsgelände. Das Free Speech Movement von 1964 an der University of California, das seine Wurzeln in der Bürgerrechtsbewegung der Südstaaten der USA hatte, war ein frühes Beispiel. In Berkeley begann eine Gruppe von Studierenden, sich als Klasse mit Interessen zu identifizieren, die im Widerspruch zu den Interessen und Praktiken der Universität und ihrer Sponsoren standen. Auch andere rebellische junge Menschen, die keine Studierenden waren, beteiligten sich am Free Speech Movement.

### Neue Linke
Die „Neue Linke“ ist ein Begriff, der in verschiedenen Ländern verwendet wird, um linke Bewegungen zu beschreiben, die in den 1960er und 1970er Jahren in der westlichen Welt entstanden. Sie unterschieden sich von früheren linken Bewegungen, die stärker auf Arbeiteraktivismus ausgerichtet waren, und nahmen stattdessen sozialen Aktivismus an. Die amerikanische „Neue Linke“ wird mit Massenprotesten auf Universitätsgeländen und radikalen linken Bewegungen in Verbindung gebracht. Die britische „Neue Linke“ war eine intellektuell getriebene Bewegung, die versuchte, die wahrgenommenen Fehler der Parteien der „Alten Linken“ in der Nachkriegszeit zu korrigieren. Die Bewegungen begannen in den 1970er Jahren zu schwinden, als sich Aktivisten entweder Parteiprojekten widmeten, Organisationen für soziale Gerechtigkeit gründeten, sich der Identitätspolitik oder alternativen Lebensstilen zuwandten oder politisch inaktiv wurden.

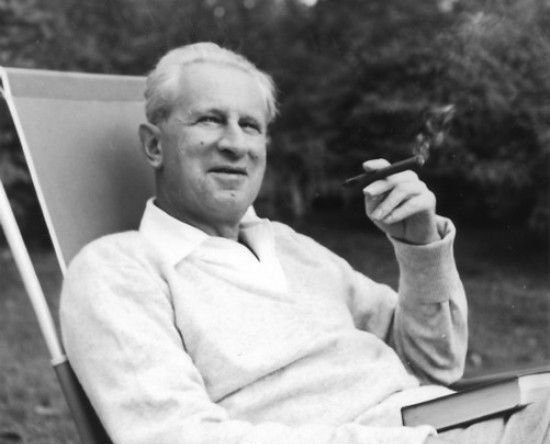
Herbert Marcuse, der mit der Frankfurter Schule der kritischen Theorie in Verbindung gebracht wurde, war ein einflussreicher libertärer sozialistischer Denker der radikalen Studentenbewegungen dieser Zeit und Philosoph der Neuen Linken.

Das Aufkommen der Neuen Linken in den 1950er und 1960er Jahren führte zu einer Wiederbelebung des Interesses am libertären Sozialismus. Die Kritik der Neuen Linken am Autoritarismus der Alten Linken war mit einem starken Interesse an persönlicher Freiheit und Autonomie verbunden (siehe Cornelius Castoriadis) und führte zu einer Wiederentdeckung älterer sozialistischer Traditionen wie dem Linkskommunismus, dem Rätekommunismus und den Industrial Workers of the World. Die Neue Linke führte auch zu einer Wiederbelebung des Anarchismus. In Großbritannien brachte die Anarchie einer neuen Generation eine Reihe linkslibertärer Ideen näher. Daraus entstanden die Sozialökologie, der Autonomismus und in jüngerer Zeit die partizipatorische Ökonomie (Parecon) sowie die Inklusive Demokratie.
In den 1960er und 1970er Jahren erlebte das Interesse der westlichen Bevölkerung am Anarchismus einen starken Anstieg und Anarchisten beteiligten sich aktiv an den Studenten- und Arbeiteraufständen Ende der 1960er Jahre. Während des IX. Kongresses der Italienischen Anarchistischen Föderation in Carrara im Jahr 1965 beschloss eine Gruppe, sich von der Organisation abzuspalten und gründete die Gruppi di Iniziativa Anarchica. In den 1970er Jahren bestand sie hauptsächlich aus erfahrenen individualistischen Anarchisten mit einer pazifistischen Ausrichtung. Im Jahr 1968 wurde in Carrara, Italien, die Internationale der Anarchistischen Föderationen während einer dort 1968 abgehaltenen internationalen anarchistischen Konferenz von den drei bestehenden europäischen Föderationen Frankreichs, der italienischen und der Iberischen Anarchistischen Föderation sowie der bulgarischen Föderation im französischen Exil gegründet. Während der Ereignisse vom Mai 68 waren die in Frankreich aktiven anarchistischen Gruppen Fédération Anarchiste, Mouvement communiste libertaire, Union fédérale des anarchistes, Alliance ouvrière anarchiste, Union des groupes anarchistes communistes, Noir et Rouge, Confédération nationale du travail, Union anarcho-syndicaliste, Organisation révolutionnaire anarchiste, Cahiers socialistes libertaires, À contre-courant, La Révolution prolétarienne und die Veröffentlichungen in der Nähe von Émile Armand.
Zur Neuen Linken in den Vereinigten Staaten gehörten auch anarchistische, gegenkulturelle und Hippie-verwandte radikale Gruppen wie die Yippies, die von Abbie Hoffman angeführt wurden, The Diggers und Up Against the Wall Motherfuckers. Ende 1966 eröffneten die Diggers Gratisläden, die einfach ihre Waren verschenkten, kostenloses Essen anboten, kostenlose Drogen verteilten, Geld verschenkten, kostenlose Musikkonzerte organisierten und politische Kunstwerke aufführten. Die Diggers nannten sich nach den ursprünglichen English Diggers, angeführt von Gerrard Winstanley, der versuchte, eine Minigesellschaft ohne Geld und Kapitalismus zu schaffen. Andererseits setzten die Yippies theatralische Gesten ein, etwa indem sie 1968 ein Schwein („Pigasus, der Unsterbliche“) als Präsidentschaftskandidaten aufstellten, um den gesellschaftlichen Status quo zu verspotten. Sie wurden als eine höchst theatralische, antiautoritäre und anarchistische junge Bewegung für „symbolische Politik“ bezeichnet. Da sie für ihr Straßentheater und ihre politisch motivierten Streiche bekannt waren, wurden sie von vielen Mitgliedern der politischen Linken der „alten Schule“ entweder ignoriert oder verurteilt. Laut ABC Newswar die Gruppe für ihre Straßentheaterstreiche bekannt und wurde einst als ‚Groucho Marx Marxisten‘ bezeichnet.

### Antikriegsbewegung

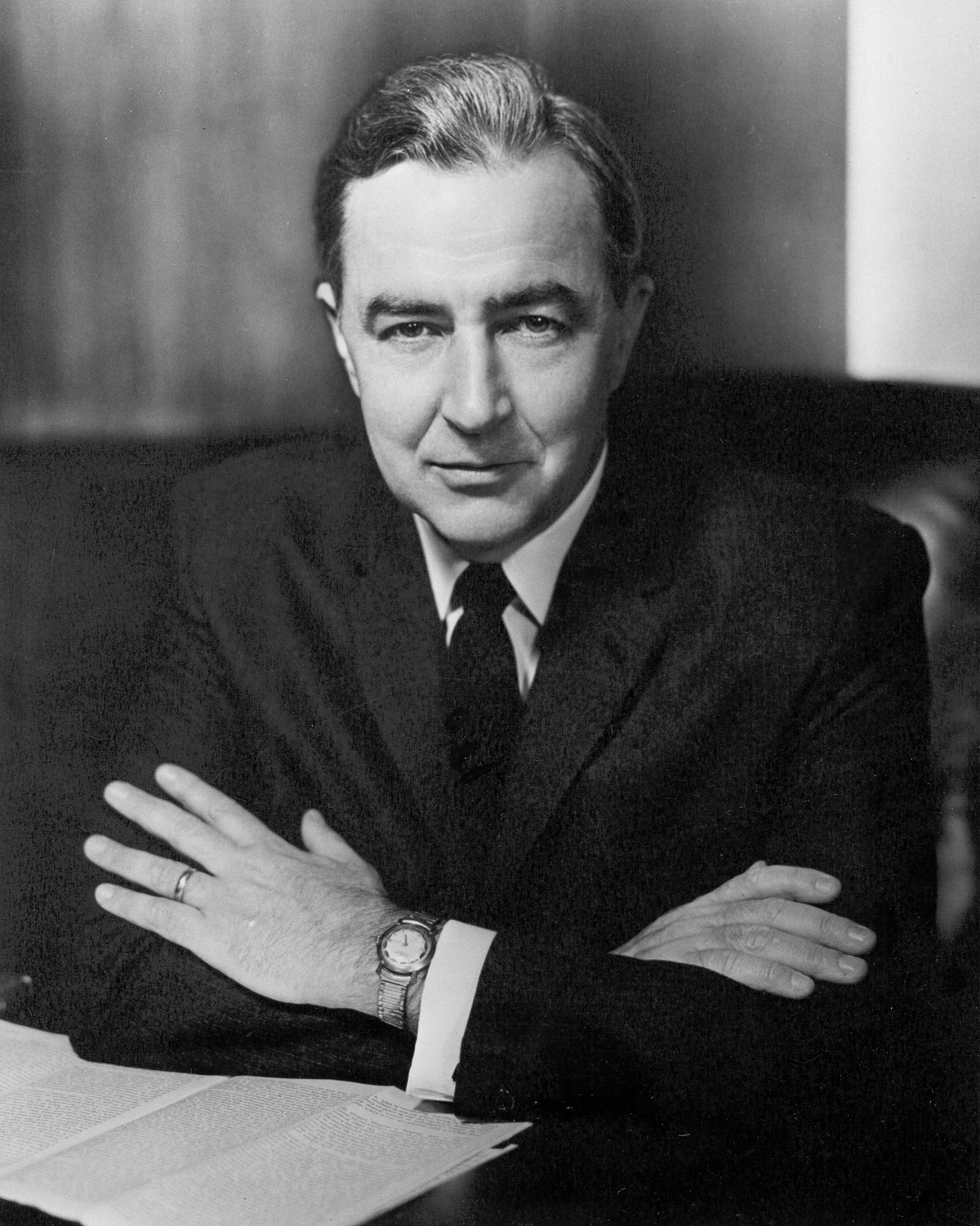
Eugene McCarthy, Kriegsgegner und Kandidat der Demokratischen Partei für die US-Präsidentschaft im Jahr 1968

Auf dem Trafalgar Square in London im Jahr 1958 versammelten sich in einem Akt des zivilen Ungehorsams 60.000 bis 100.000 Demonstranten, darunter Studenten und Pazifisten, zu den Demonstrationen, die später zur „Verbot der Bombe“ wurden.
Der Widerstand gegen den Vietnamkrieg begann 1964 an US-amerikanischen Universitäten. Studentenaktivismus wurde zu einem dominierenden Thema unter den Babyboomern und dehnte sich auf viele andere Bevölkerungsgruppen aus. Ausnahmen und Aufschübe für die Mittel- und Oberschicht führten dazu, dass überproportional viele Arme, Angehörige der Arbeiterklasse und Minderheiten in den Krieg eintraten. Gegenkulturelle Bücher wie „MacBird“ von Barbara Garson und ein Großteil der Gegenkulturmusik förderten einen Geist des Nonkonformismus und der Anti-Establishment-Haltung. 1968, ein Jahr nach dem großen Marsch des National Mobilization Committee to End the War in Vietnam zu den Vereinten Nationen in New York City und einer großen Protestkundgebung vor dem Pentagon, lehnte eine Mehrheit der Bevölkerung den Krieg ab.

### Anti-Atomkraft
Der Einsatz der Nukleartechnologie sowohl als Energiequelle als auch als Kriegsinstrument ist auch unter den Anhängern der Gegenkultur umstritten.
Wissenschaftler und Diplomaten debattierten bereits seit vor dem Atombombenabwurf auf Hiroshima im Jahr 1945 über die Atomwaffenpolitik. Ab etwa 1954, nach umfangreichen Atomtests im Pazifik, machte sich die Öffentlichkeit Sorgen über Atomwaffentests. In den Jahren 1961 und 1962, auf dem Höhepunkt des Kalten Krieges, demonstrierten etwa 50.000 Frauen im Rahmen des Women Strike for Peace in 60 Städten der USA gegen Atomwaffen. Im Jahr 1963 unterstützten viele Länder den Vertrag über das Verbot partieller Nuklearversuche, der atmosphärische Atomtests verbot.
Anfang der 1960er Jahre kam es zu einer gewissen lokalen Opposition gegen die Atomkraft und in den späten 1960er Jahren begannen einige Mitglieder der wissenschaftlichen Gemeinschaft, ihre Bedenken auszudrücken. Anfang der 1970er Jahre kam es zu großen Protesten gegen ein geplantes Kernkraftwerk im deutschen Wyhl. Das Projekt wurde 1975 abgesagt, und der Erfolg der Anti-Atomkraft-Bewegung in Wyhl führte auch in anderen Teilen Europas und Nordamerikas zu Widerstand gegen die Atomkraft. In den 1970er Jahren wurde die Atomkraft zu einem Thema, das großen öffentlichen Protesten auslöste.

### Feminismus
Die Rolle der Frau als Vollzeit-Hausfrau in der Industriegesellschaft wurde 1963 in Frage gestellt, als die US-amerikanische Feministin Betty Friedan ihr Buch „Der Weiblichkeitswahn“ veröffentlichte. Dies verlieh der Frauenbewegung Auftrieb und beeinflusste den sogenannten Feminismus der zweiten Welle. Andere Aktivistinnen wie Gloria Steinem und Angela Davis organisierten, beeinflussten oder bildeten viele Frauen der jüngeren Generation aus, um feministisches Denken zu unterstützen und zu verbreiten. Der Feminismus gewann in den Protestbewegungen der späten 1960er Jahre weiter an Bedeutung, als Frauen in Bewegungen wie den Studentinnen für eine demokratische Gesellschaft gegen die ihnen ihrer Meinung nach zugewiesene Rolle in der männerdominierten Neuen Linken rebellierten, sowie gegen vermeintliche Ausprägungen und Äußerungen von Sexismus in einigen radikalen Gruppen. Besonders einflussreich für die Entstehung eines neuen feministischen Bewusstseins war die Broschüre „Women and Their Bodies“ aus dem Jahr 1970, die bald darauf um das Buch „Our Bodies, Ourselves“ aus dem Jahr 1971 erweitert wurde.

### Umweltschutz

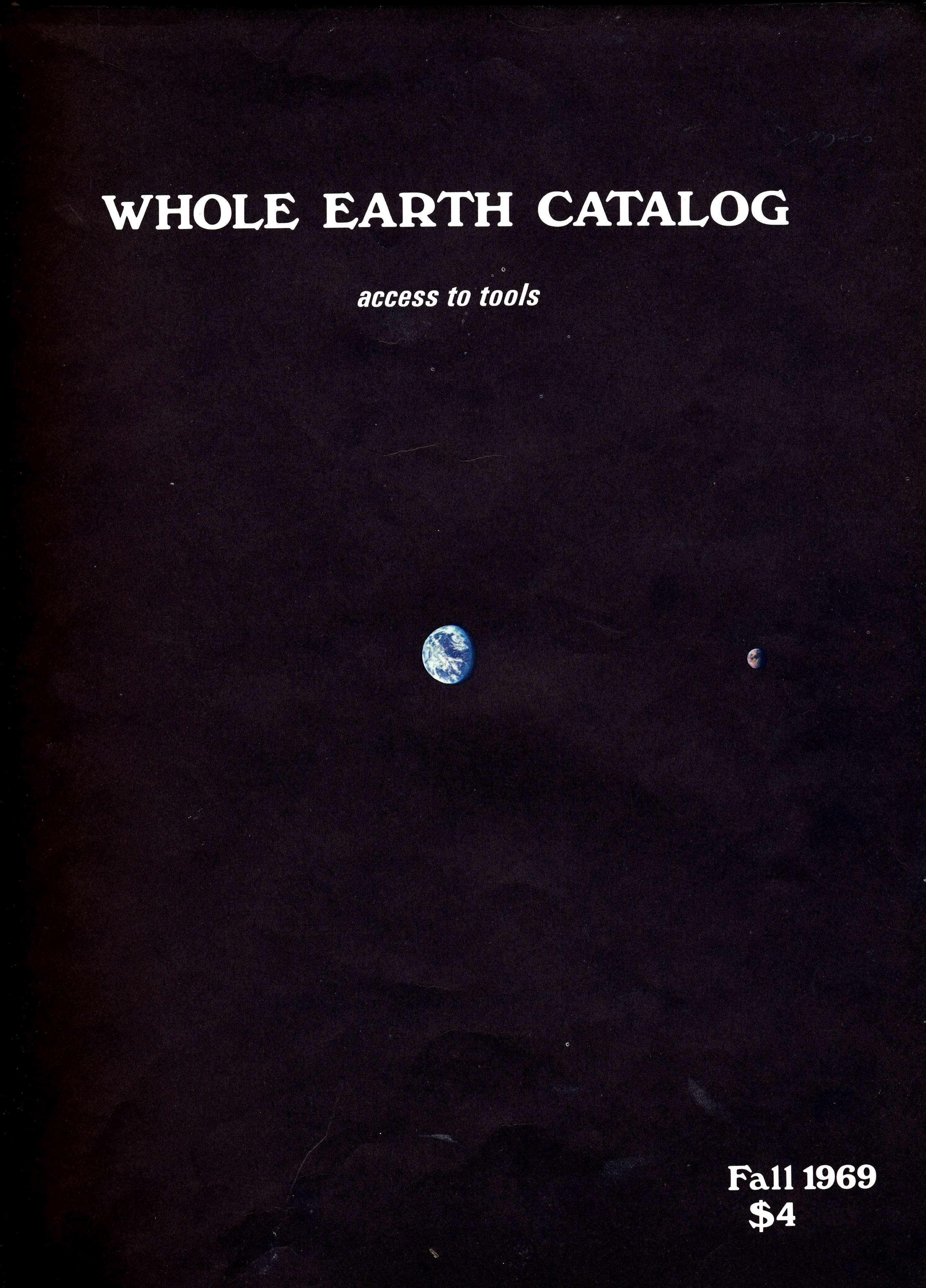
Das Cover eines frühen „Whole Earth Catalog“ zeigt die Erde aus der Sicht von Astronauten auf der Rückreise vom Mond

Die Gegenkultur der 1960er Jahre vertrat eine Zurück-zur-Natur-Ethik, und Kommunen dieser Zeit zogen oft aus Städten aufs Land. Einflussreiche Bücher der 1960er Jahre waren Rachel Carsons „Der stumme Frühling“ und Paul Ehrlichs „Die Bevölkerungsbombe“. Umweltaktivisten der Gegenkultur erkannten schnell die Bedeutung von Ehrlichs Schriften zur Überbevölkerung, Hubberts Ölförderungs-peak-Prognose und allgemeineren Bedenken hinsichtlich Umweltverschmutzung, Müll, den Umweltauswirkungen des Vietnamkriegs, autoabhängigen Lebensstilen und Kernenergie. Im weiteren Sinne erkannten sie, dass die Dilemmata der Energie- und Ressourcenverteilung Auswirkungen auf Geopolitik, Lebensstil, Umwelt und andere Dimensionen des modernen Lebens haben würden. Das Thema „Zurück zur Natur“ war bereits zur Zeit des Woodstock-Festivals 1969 in der Gegenkultur weit verbreitet, während der erste Tag der Erde 1970 maßgeblich dazu beitrug, Umweltbelange in den Vordergrund der Jugendkultur zu rücken. Zu Beginn der 1970er Jahre erfreuten sich gegenkultureller Publikationen wie der „Whole Earth Catalog“ und „The Mother Earth News“ großer Beliebtheit. Die Gegenkultur der 1960er und frühen 1970er Jahre übernahm frühzeitig Praktiken wie Recycling und biologische Landwirtschaft, lange bevor diese zum Mainstream wurden. Das Interesse der Gegenkultur an der Ökologie hielt bis weit in die 1970er Jahre an: Besonders einflussreich waren der Öko-Anarchist Murray Bookchin der Neuen Linken, Jerry Manders Kritik an den Auswirkungen des Fernsehens auf die Gesellschaft, Ernest Callenbachs Roman „Ecotopia“, Edward Abbeys Belletristik und Sachbücher sowie E. F. Schumachers Wirtschaftsbuch „Small Is Beautiful“.
In diesen Jahren entstanden auch globale Umweltschutzorganisationen wie Greenpeace und der World Wide Fund for Nature (WWF).

### Schwulenbefreiung
Die Stonewall-Unruhen waren eine Reihe spontaner, gewalttätiger Demonstrationen gegen eine Polizeirazzia, die in den frühen Morgenstunden des 28. Juni 1969 im Stonewall Inn, einer Schwulenbar im New Yorker Stadtteil Greenwich Village, stattfand. Sie werden häufig als der erste Fall in der US-Geschichte bezeichnet, in dem sich Angehörige der Schwulenszene gegen ein staatlich gefördertes System zur Wehr setzten, das sie verfolgte. Sie wurden zum prägenden Ereignis, das den Beginn der Schwulenrechtsbewegung in den Vereinigten Staaten und weltweit markierte.

## Kultur

### Mod-Subkultur
Mod ist eine Subkultur, die in London begann und sich in ganz Großbritannien und anderswo verbreitete und schließlich Mode und Trends in anderen Ländern beeinflusste. Die Subkultur konzentriert sich auf Musik und Mode und hat ihre Wurzeln in einer kleinen Gruppe stilvoller junger Männer aus London in den späten 1950er Jahren, die als „Modernisten“ bezeichnet wurden, weil sie modernen Jazz hörten.
Zu den Elementen der Mod-Subkultur zählen Mode (oft maßgeschneiderte Anzüge), Musik (darunter Soul, Rhythm and Blues, Ska, Jazz und später (nach dem Höhepunkt der Mod-Ära) eine Abspaltung in Freakbeat) und Motorroller (meist Lambretta oder Vespa). Die ursprüngliche Mod-Szene war mit nächtelangem Tanzen in Clubs verbunden, bei dem auch Amphetamine eine Rolle spielten.
In den frühen bis mittleren 1960er Jahren, als Mod in Großbritannien wuchs und sich verbreitete, gerieten bestimmte Elemente der Mod-Szene in öffentlichkeitswirksame Auseinandersetzungen mit Mitgliedern der rivalisierenden Subkultur, den Rockern. Der Konflikt zwischen Mods und Rockern veranlasste den Soziologen Stanley Cohen in seiner Studie über die beiden Jugendsubkulturen, den Begriff „moralische Panik“ zu verwenden, der auch in Medienberichterstattungem über die Mod- und Rocker-Unruhen in den 1960er Jahren auftauchte.
Ab 1965 ließen die Konflikte zwischen Mods und Rockern nach, und die Mods tendierten zunehmend zur Pop-Art und zum Psychedelic Rock. London wurde in diesen Jahren zum Synonym für Mode, Musik und Popkultur – eine Zeit, die oft als „Swinging London“ bezeichnet wird. In dieser Zeit verbreitete sich die Mod-Mode in andere Länder und wurde in den USA und anderswo populär – Mod galt nun weniger als isolierte Subkultur, sondern als Sinnbild der breiteren Jugendkultur dieser Zeit.

### Hippies
Nach dem vom Künstler Michael Bowen organisierten Human Be-In am 14. Januar 1967 in San Francisco wurde die Aufmerksamkeit der Medien auf Kultur die gelenkt. 1967 brachte Scott McKenzies Interpretation des Lieds San Francisco (Be Sure to Wear Flowers in Your Hair) bis zu 100.000 junge Menschen aus aller Welt zusammen, um San Franciscos Summer of Love zu feiern. Obwohl das Lied ursprünglich von John Phillips von The Mamas & the Papas geschrieben worden war, um das Monterey Pop Festival im Juni 1967 zu promoten, wurde es sofort ein weltweiter Hit (Platz 4 in den USA, Platz 1 in Europa) und übertraf schnell seinen ursprünglichen Zweck.
San Franciscos Blumenkinder, vom Lokalkolumnisten Herb Caen auch „Hippies“ genannt, übernahmen neue Kleidungsstile, experimentierten mit psychedelischen Drogen, lebten in Gemeinschaften und entwickelten eine lebendige Musikszene. Nach der Rückkehr vom „Summer of Love“ verbreiteten sich diese Stile und Verhaltensweisen schnell von San Francisco und Berkeley in viele US-amerikanische und kanadische Städte sowie in europäische Hauptstädte. Einige Hippies gründeten Kommunen, um so weit wie möglich außerhalb des etablierten Systems zu leben. Dieser Aspekt der Gegenkultur lehnte eine aktive politische Auseinandersetzung mit dem Mainstream ab und hoffte, gemäß dem Diktat von Timothy Leary „Turn on, tune in, drop out“ die Gesellschaft durch Ausstieg aus ihr zu verändern. Rückblickend auf sein eigenes Leben (als Harvard-Professor) vor 1960 interpretierte Leary es als das eines „anonymen institutionellen Angestellten, der jeden Morgen in einer langen Reihe von Pendlerautos zur Arbeit fuhr und jeden Abend nach Hause fuhr und Martinis trank … wie mehrere Millionen liberale, intellektuelle Roboter der Mittelschicht.“
Als die Mitglieder der Hippie-Bewegung älter wurden und ihr Leben und ihre Ansichten gemäßigter gestalteten, insbesondere nach dem Ende des US-amerikanischen Engagements im Vietnamkrieg Mitte der 1970er Jahre, wurde die Gegenkultur weitgehend vom Mainstream absorbiert und hinterließ einen nachhaltigen Einfluss auf Philosophie, Moral, Musik, Kunst, alternative Gesundheits- und Ernährungsweisen, Lebensstil und Mode.
Neben einem neuen Kleidungsstil, einer neuen Philosophie, Kunst, Musik und verschiedenen Ansichten zur Kriegs- und Anti-Establishment-Bewegung beschlossen einige Hippies, sich von der modernen Gesellschaft abzuwenden und sich auf Ranches oder Kommunen niederzulassen. Die allererste Kommune in den Vereinigten Staaten befand sich auf einem sieben Hektar großen Stück Land im Südosten Colorados namens Drop City. Timothy Miller schrieb:

“Drop City brought together most of the themes that had been developing in other recent communities—anarchy, pacifism, sexual freedom, rural isolation, interest in drugs, art—and wrapped them flamboyantly into a commune not quite like any that had gone before”

„Drop City vereinte die meisten Themen, die sich in anderen neueren Gemeinschaften entwickelt hatten - Anarchie, Pazifismus, sexuelle Freiheit, ländliche Isolation, Interesse an Drogen, Kunst - und verpackte sie auf extravagante Weise in eine Kommune, die nicht ganz mit allen vorherigen vergleichbar war.“

Viele der Bewohner verwendeten Müll und recycelte Materialien wieder, um geodätische Kuppeln als Unterkunft und für andere Zwecke zu bauen, konsumierten verschiedene Drogen wie Marihuana und LSD und schufen verschiedene Drop-Art-Kunstwerke. Nach dem anfänglichen Erfolg von Drop City übernahmen Besucher die Idee der Kommunen und verbreiteten sie. Eine andere Kommune namens „The Ranch“ ähnelte der Kultur von Drop City und führte neue Konzepte ein, wie die Gewährung umfassender Freiheiten für die Kinder der Kommune. Es gab viele Hippie-Kommunen in New Mexico, darunter New Buffalo and Tawapa.

### Marihuana, LSD und andere Freizeitdrogen
In den 1960er Jahren entwickelte sich diese zweite Gruppe von Gelegenheitskonsumenten von Lysergsäurediethylamid (LSD) zu einer Subkultur, die die mystische und religiöse Symbolik, die oft durch die starke Wirkung der Droge hervorgerufen wurde, pries und ihren Konsum als Methode zur Bewusstseinserweiterung propagierte. Die mit dieser Subkultur verbundenen Persönlichkeiten – Gurus wie Timothy Leary und Psychedelic-Rock-Musiker wie die Grateful Dead, Pink Floyd, Jimi Hendrix, The Byrds, Janis Joplin, The Doors und The Beatles – erregten bald große Aufmerksamkeit und weckten weiteres Interesse an LSD.
Die Popularisierung von LSD außerhalb der medizinischen Welt wurde beschleunigt, als Personen wie Ken Kesey an Medikamentenstudien teilnahmen und von den Ergebnissen begeistert waren. Tom Wolfe schrieb in seinem Buch „The Electric Kool Aid Acid Test“ einen vielgelesenen Bericht über diese frühen Tage von LSDs Eintritt in die nicht-akademische Welt. Er dokumentierte die säuregetriebene Reise von Ken Kesey und den Merry Pranksters durch das ganze Land auf dem psychedelischen Bus Furthur und die späteren „Acid Test“-LSD-Partys der Pranksters. 1965 stoppten die Sandoz-Labore ihre noch immer legalen LSD-Lieferungen in die USA für Forschungs- und psychiatrische Zwecke, nachdem die US-Regierung Bedenken hinsichtlich des LSD-Konsums geäußert hatte. Im April 1966 war der LSD-Konsum so weit verbreitet, dass das Time Magazine vor den Gefahren warnte. Im Dezember 1966 kam der Exploitationfilm „Hallucination Generation“ in die Kinos. Es folgten „The Trip“ (1967) und „Psych-Out“ (1968).

#### Psychedelische Forschung und Experimente
Da die Forschung zu Psychedelika größtenteils in den 1940er und 1950er Jahren begann, zeigten intensive Experimente in den 1960er Jahren, in dieser Zeit des Wandels und der Bewegung, ihre Wirkung. Forscher erlangten mit ihrer Förderung von Psychedelika Anerkennung und Popularität. Dies verankerte den Wandel, den die Initiatoren und Anhänger der Gegenkultur einleiteten, maßgeblich. Die meisten Forschungsarbeiten wurden an renommierten Universitäten wie der Harvard University durchgeführt.
Timothy Leary und sein Harvard-Forschungsteam hofften auf mögliche gesellschaftliche Veränderungen. Ihre Forschung begann mit Psilocybin-Pilzen und wurde als Harvard-Psilocybin-Projekt bezeichnet. In einer Studie, bekannt als Concord Prison Experiment, untersuchte Leary das Potenzial von Psilocybin, die Rückfallquote bei entlassenen Straftätern zu senken. Nach den Forschungssitzungen führte Leary eine Nachuntersuchung durch. Er stellte fest, dass „75 % der entlassenen, aufrührerischen Häftlinge nicht ins Gefängnis kamen“. Er glaubte, das Kriminalitätsproblem des Landes gelöst zu haben. Da viele Beamte jedoch skeptisch waren, wurde dieser Durchbruch nicht gefördert.
Aufgrund ihrer persönlichen Erfahrungen mit diesen Drogen glaubten Leary und seine vielen herausragenden Kollegen, darunter Aldous Huxley („Die Pforten der Wahrnehmung“) und Alan Watts („Die freudige Kosmologie“), dass diese Mechanismen nicht nur dem Land, sondern der ganzen Welt Frieden bringen könnten. Während ihre Forschung fortschritt, verfolgten die Medien sie, veröffentlichten ihre Arbeiten und dokumentierten ihr Verhalten. Der Trend dieser gegenkulturellen Drogenexperimente begann.
Leary versuchte, Menschen, die sich für das Studium von Psychedelika interessierten, besser zu informieren. Er stellte sich dem Senatsausschuss in Washington entgegen und empfahl Hochschulen, Laborkurse zu Psychedelika zu genehmigen. Er betonte, dass diese Kurse „dem wahllosen LSD-Konsum ein Ende setzen und die beliebtesten und produktivsten Kurse aller Zeiten sein würden“. Obwohl diese Männer nach der ultimativen Erleuchtung suchten, zeigte die Realität schließlich, dass das von ihnen erwartete Potenzial zumindest in dieser Zeit nicht erreicht werden konnte. Die politischen Systeme der Länder, in denen diese Männer ihre Forschungen betrieben, hatten den von ihnen angestrebten Wandel in der Welt nicht zugelassen. Ram Dass erklärt: „Tim und ich hatten tatsächlich eine Tabelle an der Wand hängen, die zeigte, wie schnell jeder erleuchtet sein würde … Wir fanden heraus, dass echte Veränderung schwieriger ist. Wir spielten die Tatsache herunter, dass die psychedelische Erfahrung nicht jedermanns Sache ist.“
Die Pranksters stellten eine direkte Verbindung zwischen der Beat Generation der 1950er und der psychedelischen Szene der 1960er her. Ihr Bus wurde von der Beat-Ikone Neal Cassady gefahren, Beat-Poet Allen Ginsberg war zeitweise an Bord, und sie besuchten Cassadys Freund, den Beat-Autor Jack Kerouac – obwohl Kerouac sich weigerte, an der Prankster-Szene teilzunehmen. Nach ihrer Rückkehr nach Kalifornien machten die Pranksters den LSD-Konsum bei sogenannten „Acid Tests“ populär, die zunächst in Keseys Haus in La Honda, Kalifornien und später an vielen anderen Orten an der Westküste stattfanden. Die Reise durchs Land und die Prankster-Experimente wurden in Tom Wolfes „The Electric Kool Aid Acid Test“ dokumentiert, einem Meisterwerk des New Journalism.

#### Andere Psychedelika
Experimente mit LSD, DMT, Peyote, Psilocybin-Pilzen, MDA, Marihuana und anderen psychedelischen Drogen wurden zu einem wichtigen Bestandteil der Gegenkultur der 1960er Jahre und beeinflussten Philosophie, Kunst, Musik und Kleidungsstil. Jim DeRogatis schrieb, dass Peyote, ein kleiner Kaktus, der das psychedelische Alkaloid Meskalin enthält, in Austin, Texas, einem Zentrum der Gegenkultur in den frühen 1960er Jahren, weit verbreitet war.

### Sexuelle Revolution
Die sexuelle Revolution (auch bekannt als die Zeit der „sexuellen Befreiung“) war eine soziale Bewegung, die von den 1960er bis in die 1980er Jahre in der westlichen Welt traditionelle Verhaltensregeln in Bezug auf Sexualität und zwischenmenschliche Beziehungen in Frage stellte. Verhütung und die Pille, öffentliche Nacktheit, die Normalisierung von vorehelichem Sex, Homosexualität und alternativen Formen der Sexualität sowie die Legalisierung der Abtreibung folgten.

### Alternative Medien
Untergrundzeitungen entstanden in den meisten Großstädten und Universitätsstädten. Sie dienten dazu, die Bandbreite der Phänomene zu definieren und zu kommunizieren, die die Gegenkultur ausmachten: radikale politische Opposition gegen das Establishment, farbenfrohe, experimentelle (und oft explizit drogenbeeinflusste) Ansätze in Kunst, Musik und Kino sowie ungehemmter Genuss von Sex und Drogen als Symbol der Freiheit. Die Zeitungen enthielten oft auch Comicstrips, aus denen die Untergrundcomix hervorgingen.

### Alternative Disc-Sportarten (Frisbee)

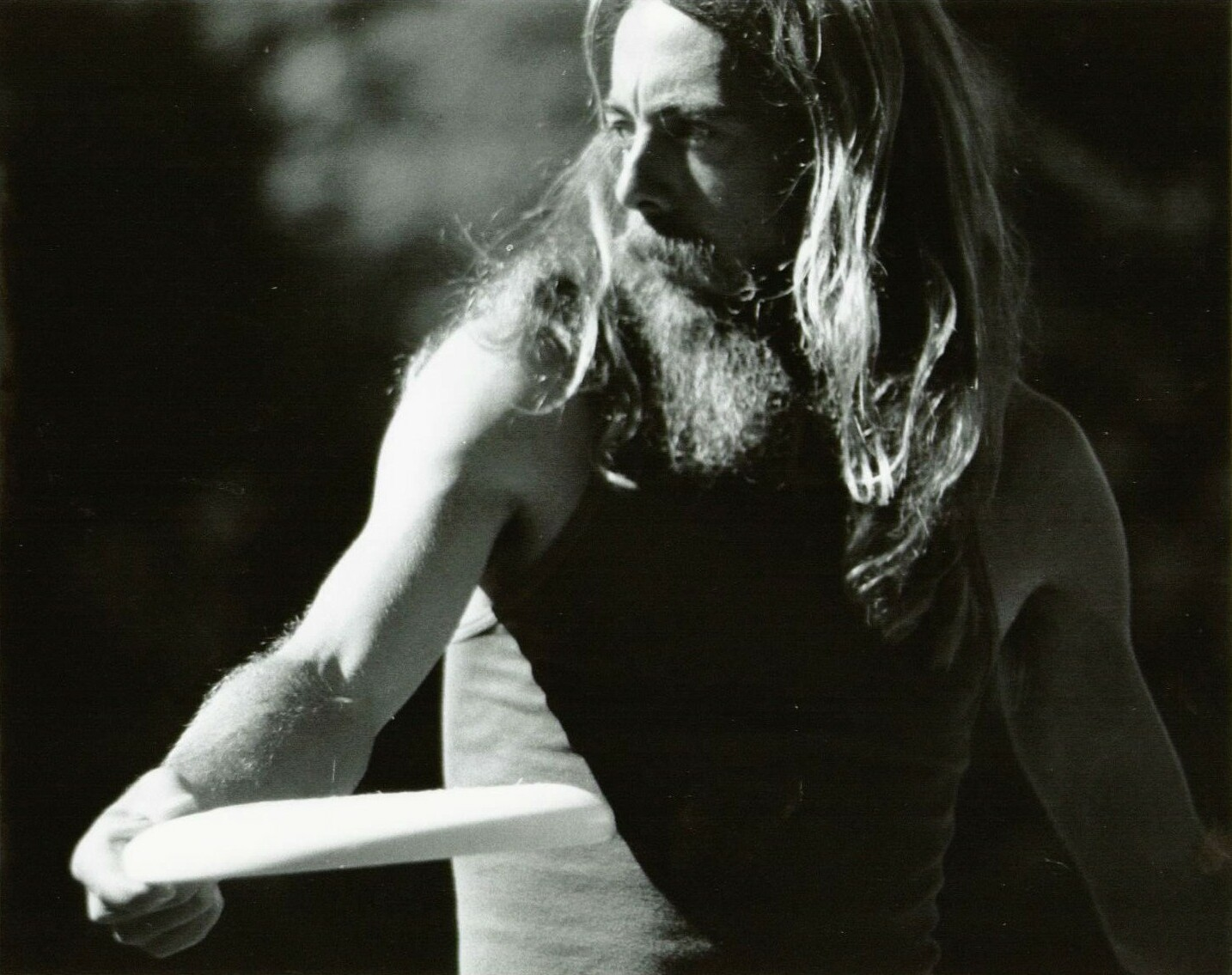
Frisbee-Legende Ken Westerfield

Als sich viele junge Menschen von gesellschaftlichen Normen entfremdeten, leisteten sie Widerstand und suchten nach Alternativen. Diese Formen des Widerstands manifestierten sich in vielfältiger Weise, darunter soziales Engagement, alternative Lebensstile, Kleidung, Musik und alternative Freizeitaktivitäten, darunter das Frisbeewerfen. Aus Hippies, die auf Festivals und Konzerten Frisbees warfen, entwickelten sich die heute beliebten Disc-Sportarten. Disc-Sportarten wie Disc-Freestyle, Double Disc Court, Disc Guts, Ultimate und Disc Golf waren die ersten Veranstaltungen dieser Sportart.

### Avantgarde-Kunst und Anti-Kunst
Die Situationistische Internationale war eine kleine Gruppe internationaler Revolutionäre, die 1957 gegründet wurde und ihren Höhepunkt in ihrem Einfluss auf die beispiellosen wilden Streiks im Mai 1968 in Frankreich erreichte. Ihre Ideen wurzelten im Marxismus und der europäischen künstlerischen Avantgarde des 20. Jahrhunderts. Sie propagierten alternative Lebenserfahrungen zu den in der kapitalistischen Ordnung zugelassenen, um menschliche primitive Triebe zu erfüllen und eine höhere leidenschaftliche Qualität zu erreichen. Zu diesem Zweck schlugen sie die „Konstruktion von Situationen“ vor und experimentierten damit, d. h. mit der Schaffung von Umgebungen, die die Erfüllung solcher Triebe begünstigen. Mithilfe künstlerischer Methoden entwickelten sie eine Reihe experimenteller Studien zur Konstruktion solcher Situationen, wie den unitären Urbanismus und die Psychogeographie. Sie kämpften gegen das Haupthindernis für die Erfüllung eines solchen höheren, leidenschaftlichen Lebens, das sie im fortgeschrittenen Kapitalismus erkannten. Ihre theoretische Arbeit erreichte ihren Höhepunkt in dem einflussreichen Buch „Die Gesellschaft des Spektakels“ von Guy Debord. Debord argumentierte 1967, dass spektakuläre Elemente wie Massenmedien und Werbung in einer fortgeschrittenen kapitalistischen Gesellschaft eine zentrale Rolle spielen, nämlich die Darstellung einer falschen Realität, um die tatsächliche kapitalistische Erniedrigung des menschlichen Lebens zu verschleiern. Raoul Vaneigem schrieb „Die Revolution des Alltagslebens“, in dem er den Bereich des „Alltagslebens“ als Grundlage betrachtet, auf der Kommunikation und Partizipation stattfinden oder, wie es häufiger der Fall ist, pervertiert und in Pseudoformen abstrahiert werden können.
Fluxus (ein Name, der sich vom lateinischen Wort für „fließen“ ableitet) ist ein internationales Netzwerk von Künstlern, Komponisten und Designern, die in den 1960er Jahren für die Verbindung verschiedener künstlerischer Medien und Disziplinen bekannt waren. Sie waren in den Bereichen Neo-Dada, Noise Music, bildende Kunst, Literatur, Stadtplanung, Architektur und Design aktiv. Fluxus wird oft als intermediale Strömung bezeichnet, ein Begriff, der vom Fluxus-Künstler Dick Higgins 1966 in einem berühmten Essay geprägt wurde. Fluxus förderte eine Do-it-yourself-Ästhetik und schätzte Einfachheit gegenüber Komplexität. Wie Dada zuvor war auch Fluxus von einer starken antikommerziellen und kunstfeindlichen Strömung geprägt, die die konventionelle, marktorientierte Kunstwelt zugunsten einer künstlerzentrierten kreativen Praxis abwertete. Wie der Fluxus-Künstler Robert Filliou schrieb, unterschied sich Fluxus jedoch von Dada durch seine umfassenderen Bestrebungen, und die positiven sozialen und gemeinschaftlichen Bestrebungen von Fluxus überwogen bei weitem die kunstfeindliche Tendenz, die die Gruppe ebenfalls kennzeichnete.
In den 1960er Jahren erklärte die vom Dada beeinflusste Künstlergruppe Black Mask, revolutionäre Kunst solle „ein integraler Bestandteil des Lebens, wie in der Urgesellschaft, und nicht ein Anhängsel des Reichtums“ sein. Black Mask störte kulturelle Veranstaltungen in New York, indem sie Obdachlosen gefälschte Flyer zu Kunstveranstaltungen mit der Verlockung von Freigetränken verteilten. Später entstanden die Motherfuckers aus einer Kombination von Black Mask und einer anderen Gruppe namens Angry Arts. Up Against the Wall Motherfuckers (oft einfach als „die Motherfuckers“ oder UAW/MF bezeichnet) waren eine anarchistische Affinitätsgruppe mit Sitz in New York City.

### Musik
Bob Dylans frühe Karriere als Protestsänger war von seinem Helden Woody Guthrie inspiriert. Seine ikonischen Texte und Protesthymnen trugen zum Folk Revival der 1960er Jahre bei, das wohl die erste große Unterbewegung der Gegenkultur war. Obwohl Dylan zunächst für seine Protestmusik bekannt wurde, markierte das Lied Mr. Tambourine Man einen stilistischen Wandel in Dylans Werk – vom Aktuellen zum Abstrakten und Fantasievollen. Es enthielt einige der ersten Verwendungen surrealistischer Bilder in der Popmusik und wurde als Aufforderung zu Drogen wie LSD angesehen.
Das 1966er Album „Pet Sounds“ der Beach Boys diente als wichtige Inspirationsquelle für andere zeitgenössische Künstler, insbesondere für die Beatles mit „Sgt. Pepper’s Lonely Hearts Club Band“. Die Single „Good Vibrations“ katapultierte sich weltweit auf Platz eins und veränderte die Wahrnehmung einer Schallplatte grundlegend. In dieser Zeit sollte das mit Spannung erwartete Album „Smile“ erscheinen. Das Projekt scheiterte jedoch, und die Beach Boys veröffentlichten eine abgespeckte und neu interpretierte Version namens „Smiley Smile“, die zwar keinen großen kommerziellen Erfolg hatte, aber dennoch großen Einfluss hatte, insbesondere auf Pete Townshend von The Who.
Die Beatles wurden in den späten 1960er Jahren zu den bekanntesten kommerziellen Vertretern der „psychedelischen Revolution“ (z. B. „Revolver“, „Sgt. Pepper's Lonely Hearts Club Band“ und „Magical Mystery Tour“).

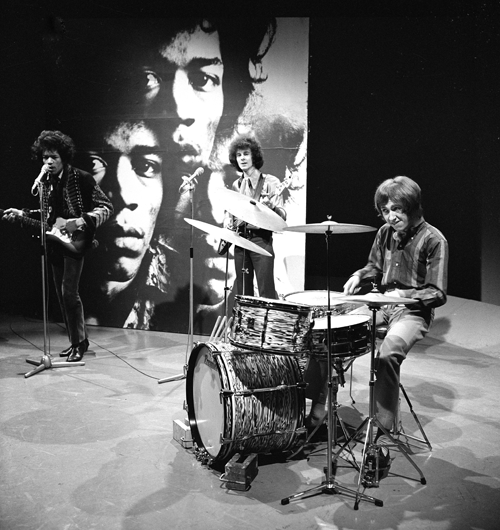
Jimi Hendrix performt für die TV-Show for Fenklup im März 1967.

Auch Detroits MC5 entstammten der Underground-Rockszene der späten 1960er Jahre. Sie führten eine aggressivere Weiterentwicklung des Garage Rock ein, die oft mit gesellschaftspolitischen und gegenkulturellen Texten der damaligen Zeit verschmolzen wurde, wie beispielsweise im Song „Motor City Is Burning“ (ein Cover von John Lee Hooker, das die Geschichte der Detroit Race Riots (1943) von 1943 auf die Detroiter Unruhen von 1967 adaptierte). MC5 hatte Verbindungen zu radikalen linken Organisationen wie den Up Against the Wall Motherfuckers und John Sinclairs White Panther Party.
Eine weitere Hochburg der Gegenkultur der 1960er Jahre war Austin, Texas mit zwei der legendären Musiklokale der Ära – der Vulcan Gas Company und dem Armadillo World Headquarters – und musikalischen Talenten wie Janis Joplin, den 13th Floor Elevators, Shiva's Headband, dem Conqueroo und später Stevie Ray Vaughan. Austin war auch die Heimat einer großen Aktivistenbewegung der Neuen Linken, einer der ersten Untergrundzeitungen, The Rag, und innovativer Grafiker wie dem Schöpfer der Fabulous Furry Freak Brothers, Gilbert Shelton, dem Pionier des Underground-Comics Jack Jackson (Jaxon) und dem surrealistischen Armadillo-Künstler Jim Franklin.

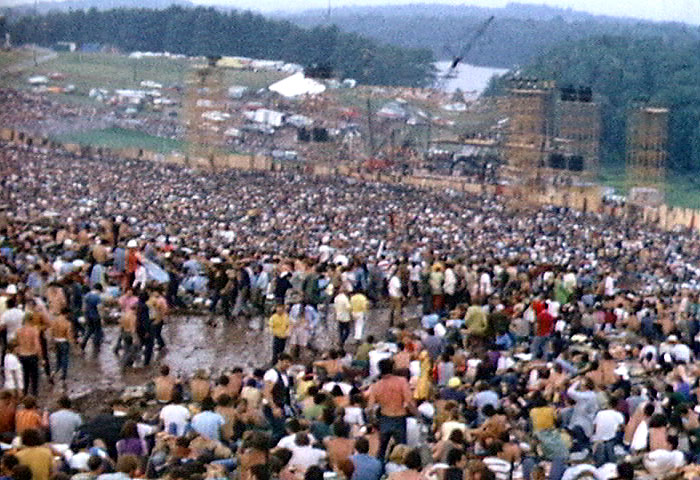
Ein kleiner Teil der 400000 Menschen nach dem Regen beim Woodstock-Festival, New York, August 1969

Die 1960er Jahre waren auch eine Ära der Rockfestivals, die eine wichtige Rolle bei der Verbreitung der Gegenkultur in den USA spielten. Das Monterey Pop Festival, das Hendrix’ Karriere in den USA startete, war eines der ersten dieser Festivals. Das Woodstock-Festival 1969 im Staat New York wurde zu einem Symbol der Bewegung.
Manche glauben, dass diese Ära mit dem berüchtigten Altamont Free Concert der Rolling Stones abrupt endete, bei dem die brutalen Sicherheitskräfte der Hells Angels dazu führten, dass ein Zuschauer offenbar in Notwehr niedergestochen wurde, während die Show im Chaos versank.

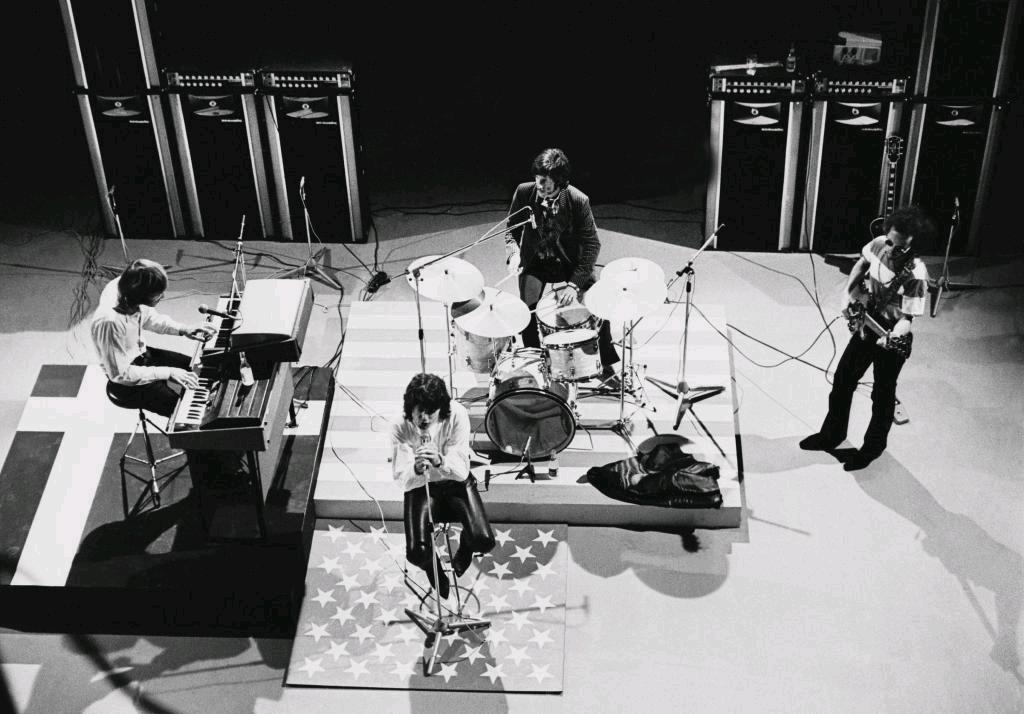
The Doors performen für das dänische Fernsehen im Jahr 1968

In den 1960er Jahren erlangte das Protestlied eine gewisse politische Selbstherrlichkeit. Zu den vielen Antikriegshymnen, die für diese Ära wichtig waren, zählten „I Ain’t Marching Anymore“ von Phil Ochs und „I-Feel-Like-I’m-Fixin’-to-Die-Rag“ von Country Joe and the Fish.

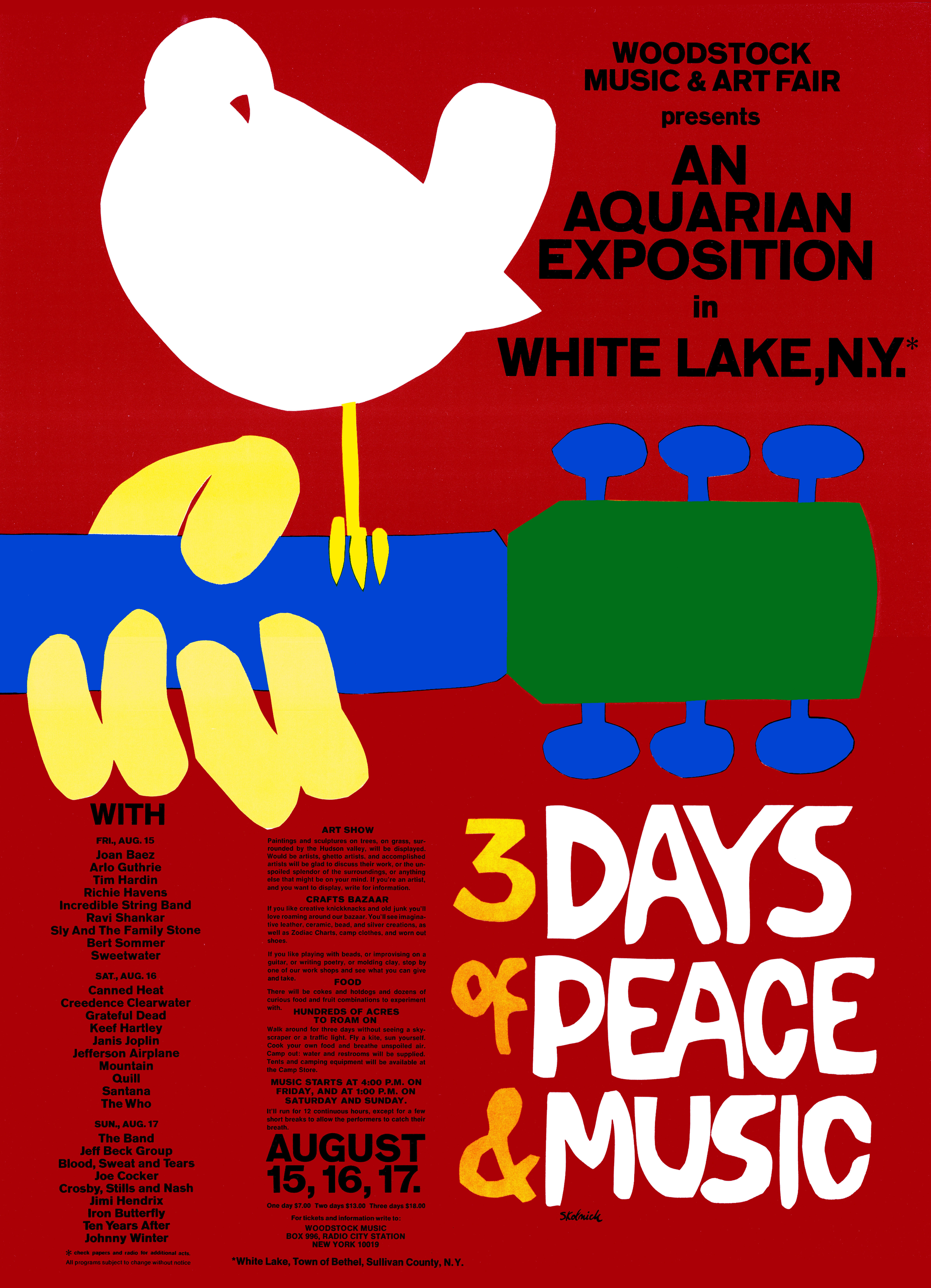
Werbeplakat für das Woodstock-Festival 1968

Free Jazz ist eine Form der Jazzmusik, die in den 1950er und 1960er Jahren entstand. Obwohl die Musik der Free-Jazz-Komponisten sehr unterschiedlich war, war ihnen allen die Unzufriedenheit mit den Beschränkungen des Bebop, Hardbop und Modal Jazz gemeinsam, die sich in den 1940er und 1950er Jahren entwickelt hatten. Free-Jazz-Musiker versuchten, die Konventionen des Jazz zu verändern, zu erweitern oder aufzubrechen, oft indem sie bisher unveränderliche Merkmale des Jazz wie feste Akkordwechsel oder Tempi verwarfen. Obwohl Free Jazz allgemein als experimentell und avantgardistisch gilt, wurde er auch als Versuch verstanden, den Jazz zu seinen primitiven, oft religiösen Wurzeln zurückzuführen und die kollektive Improvisation zu betonen. Free Jazz wird stark mit den Innovationen von Ornette Coleman und Cecil Taylor in den 1950er Jahren sowie den späteren Werken des Saxophonisten John Coltrane in Verbindung gebracht. Weitere wichtige Pioniere waren Charles Mingus, Eric Dolphy, Albert Ayler, Archie Shepp, Joe Maneri und Sun Ra. Obwohl heute „Free Jazz“ der allgemein gebräuchliche Begriff ist, wurden viele andere Begriffe verwendet, um die lose definierte Bewegung zu beschreiben, darunter „Avantgarde“, „Energiemusik“ und „The New Thing“. Während seiner Blütezeit in den frühen und mittleren 60er Jahren wurde viel Free Jazz von etablierten Labels wie Prestige, Blue Note und Impulse sowie von unabhängigen Labels wie ESP-Disk und BYG Actuel veröffentlicht. Freie Improvisation oder „freie Musik“ ist improvisierte Musik ohne Regeln, die über die Logik oder Neigung des/der beteiligten Musiker(s) hinausgehen. Der Begriff kann sich sowohl auf eine Technik (die von jedem Musiker in jedem Genre verwendet wird) als auch auf ein eigenständiges, erkennbares Genre beziehen. Freie Improvisation als Musikgenre entwickelte sich Mitte bis Ende der 1960er Jahre in den USA und Europa, hauptsächlich als Auswuchs des Free Jazz und der modernen klassischen Musik. Keiner ihrer Hauptvertreter genießt im Mainstream Berühmtheit; In experimentellen Kreisen sind jedoch eine Reihe freier Musiker bekannt, darunter die Saxophonisten Evan Parker, Anthony Braxton, Peter Brötzmann und John Zorn, der Schlagzeuger Christian Lillinger, der Posaunist George E. Lewis, die Gitarristen Derek Bailey, Henry Kaiser und Fred Frith sowie die Improvisationsgruppen The Art Ensemble of Chicago und AMM.
Der AllMusic Guide gibt an, dass „bis etwa 1967 die Welten des Jazz und des Rock nahezu vollständig getrennt waren“. Der Begriff „Jazz-Rock“ (oder „Jazz/Rock“) wird oft synonym für „Fusion Jazz“ verwendet. Manche unterscheiden jedoch zwischen den beiden Begriffen. The Free Spirits werden manchmal als die erste Jazz-Rock-Band bezeichnet. In den späten 1960er Jahren, als Jazzmusiker mit Rockrhythmen und elektrischen Instrumenten experimentierten, entstanden Rockgruppen wie Cream und Grateful Dead were „beginnen, Elemente des Jazz in ihre Musik zu integrieren“, indem sie „mit erweiterter freier Improvisation experimentieren“. Andere „Gruppen wie Blood, Sweat & Tears haben harmonische, melodische, rhythmische und instrumentale Elemente direkt aus der Jazztradition übernommen“. Die Rockgruppen, die sich von Jazz-Ideen inspirieren ließen (wie Soft Machine, Colosseum, Caravan, Nucleu, Chicago, Spirit und Frank Zappa), setzten die Mischung der beiden Stile mit elektrischen Instrumenten um. Da Rock oft Direktheit und Einfachheit gegenüber Virtuosität betonte, entwickelte sich Jazz-Rock im Allgemeinen aus den künstlerisch ambitioniertesten Rock-Subgenres der späten 1960er und frühen 1970er Jahre: Psychedelia, Progressive Rock und der Singer-Songwriter-Bewegung. Miles Davis im August 1969 aufgenommenen und im folgenden Jahr veröffentlichten Sessions zu „Bitches Brew“ verzichteten größtenteils auf den üblichen Swing-Beat des Jazz und setzten stattdessen auf einen rockigen Backbeat, der von E-Bass-Grooves getragen wurde. Die Aufnahme „mischt Free Jazz, gespielt von einem großen Ensemble mit elektronischen Keyboards und Gitarre, dazu einen dichten Percussion-Mix.“ Davis nutzte auch den Rock-Einfluss, indem er seine Trompete mit elektronischen Effekten und Pedalen spielte. Obwohl Davis für das Album eine Goldene Schallplatte erhielt, sorgte der Einsatz von elektrischen Instrumenten und Rock-Beats bei einigen konservativeren Jazzkritikern für große Bestürzung.

### Film
Die Gegenkultur wurde nicht nur vom Kino beeinflusst, sondern war auch maßgeblich an der Bereitstellung zeitrelevanter Inhalte und Talente für die Filmindustrie beteiligt. „Bonnie und Clyde“ traf den Nerv der Jugend, da „die Entfremdung der Jugend in den 1960er Jahren mit dem Image des Regisseurs in den 1930er Jahren vergleichbar war“. Filme dieser Zeit konzentrierten sich auch auf die Veränderungen in der Welt. Ein Zeichen dafür war die Sichtbarkeit der Hippie-Subkultur in verschiedenen Mainstream- und Underground-Medien. Hippie-Exploitationfilme sind Exploitationfilme aus den 1960er Jahren über die Hippie-Gegenkultur mit stereotypen Situationen, die mit der Bewegung in Verbindung gebracht werden, wie Marihuana- und LSD-Konsum, Sex und wilde psychedelische Partys. Beispiele hierfür sind „The Love-ins“, „Psych-Out“, „The Trip“ und „Wild in the Streets“. Das Musical „Hair“, das ein Jahrzehnt später von Milos Forman verfilmt wurde, schockierte das Bühnenpublikum mit völliger Nacktheit. Dennis Hoppers Roadtrip-Abenteuer „Easy Rider“ (1969) galt als einer der Meilensteine der Ära. „Medium Cool“ porträtierte den Parteitag der Demokraten von 1968 im Zusammenhang mit den Polizeiunruhen in Chicago von 1968.
Eingeleitet durch die Veröffentlichung von Andy Warhols Blue Movie im 1969, wurde das Phänomen der erotischen Filme für Erwachsene von Prominenten (wie Johnny Carson und Bob Hope), und von Kritikern (wie Roger Ebert) ernst genommen, eine Entwicklung, die Ralph Blumenthal in der „New York Times“ als „Porno-Chic“ bezeichnete und die später als das Goldene Zeitalter des Pornos bekannt wurde, begann zum ersten Mal in der modernen amerikanischen Kultur. Laut der preisgekrönten Autorin Toni Bentley gilt Radley Metzgers Film „The Opening of Misty Beethoven“ aus dem Jahr 1976, der auf dem Theaterstück „Pygmalion“ von George Bernard Shaw (und dessen Derivat „My Fair Lady“) basiert, als das „Kronjuwel“ dieses „Goldenen Zeitalters“.
In Frankreich war die Nouvelle Vague ein Sammelbegriff, der von Kritikern für eine Gruppe französischer Filmemacher der späten 1950er und 1960er Jahre geprägt wurde, die vom italienischen Neorealismus und dem klassischen Hollywood-Kino beeinflusst waren. Obwohl es sich nie um eine formal organisierte Bewegung handelte, verband die Filmemacher der Nouvelle Vague ihre selbstbewusste Ablehnung klassischer Filmformen und ihr Geist jugendlichen Bildersturm und sind ein Beispiel für das europäische Kunstkino. Viele von ihnen setzten sich in ihrer Arbeit auch mit den sozialen und politischen Umwälzungen der Ära auseinander und machten ihre radikalen Experimente mit Schnitt, visuellem Stil und Erzählweise zu einem Teil eines allgemeinen Bruchs mit dem konservativen Paradigma. Die Gruppe des linken Ufers oder „Rive Gauche“ ist eine Gruppe von Filmemachern, die mit der französischen Nouvelle Vague in Verbindung gebracht werden und erstmals von Richard Roud als solche identifiziert wurden. Die entsprechende Gruppe des „rechten Ufers“ umfasst die bekannteren und finanziell erfolgreicheren Regisseure der Neuen Welle, die mit den Cahiers du cinéma in Verbindung gebracht werden (Claude Chabrol, François Truffaut und Jean-Luc Godard). Zu den Regisseuren des linken Ufers zählen Chris Marker, Alain Resnais und Agnès Varda. Roud beschrieb eine ausgeprägte „Vorliebe für eine Art Bohemien-Leben und eine Ungeduld mit der Konformität des rechten Ufers, ein hohes Maß an Engagement in der Literatur und den bildenden Künsten und ein daraus resultierendes Interesse am experimentellen Film“, sowie eine Identifikation mit der politischen Linken. Weitere filmische „Neue Wellen“ aus aller Welt, die mit den 1960er Jahren in Verbindung gebracht werden, sind Neuer Deutscher Film, Tschechoslowakische Neue Welle, brasilianisches Cinema Novo und Japanische Neue Welle. In den 1960er Jahren wurde der Begriff „Kunstfilm“ in den Vereinigten Staaten viel weiter verbreitet als in Europa. In den USA wird der Begriff oft sehr weit gefasst und umfasst fremdsprachige (nicht englische) Autorenfilme, Independent-Filme, Experimentalfilme, Dokumentarfilme und Kurzfilme. In den 1960er Jahren wurde „Kunstfilm“ in den USA zu einem Euphemismus für freizügige italienische und französische B-Movies. In den 1970er Jahren wurde der Begriff verwendet, um sexuell explizite europäische Filme mit künstlerischer Struktur zu beschreiben, wie zum Beispiel den schwedischen Film „I Am Curious (Yellow)“. Die 1960er Jahre waren eine wichtige Periode des Kunstfilms; die Veröffentlichung einer Reihe bahnbrechender Filme, die den europäischen Kunstfilm begründeten, der mit Filmemachern wie Michelangelo Antonioni, Federico Fellini, Pier Paolo Pasolini, Luis Buñuel und Bernardo Bertolucci gegenkulturelle Züge aufwies.

### Technologie
Kulturhistoriker—wie Theodore Roszak in seinem 1986 erschienenen Aufsatz "From Satori to Silicon Valley" und John Markoff in seinem Buch "What the Dormouse Said" haben darauf hingewiesen, dass viele der frühen Pioniere des Personal Computing aus der Gegenkultur der Westküste hervorgingen. Viele frühe Computer- und Netzwerkpioniere, die in den späten 1960er und frühen 1970er Jahren LSD entdeckten und die Campusse der UC Berkeley, Stanford und des MIT durchstreiften, traten aus dieser Kaste sozialer „Außenseiter“ hervor und prägten die moderne Welt der Technologie, insbesondere im Silicon Valley.

### Religion, Spiritualität und Okkultismus
Viele Hippies lehnten die etablierte Religion zugunsten einer persönlicheren spirituellen Erfahrung ab, die oft auf indigenen und volkstümlichen Glaubensvorstellungen basierte. Wenn sie sich an die etablierten Religionen hielten, neigten Hippies zu Buddhismus, Daoismus, Unitarian Universalism und dem restaurierten Christentum.

„Like many dissenting religions, the hippies were enormously hostile to the religious institutions of the dominant culture, and they tried to find new and adequate ways to do the tasks the dominant religions failed to perform.“

#### Wicca and paganism
Some hippies embraced neo-paganism, especially Wicca. Wicca is a witchcraft religion which became more prominent beginning in 1951, with the repeal of the Witchcraft Act 1735, after which Gerald Gardner and then others such as Charles Cardell and Cecil Williamson began publicising their own versions of the Craft. Gardner and others never used the term "Wicca" as a religious identifier, simply referring to the "witch cult", "witchcraft", and the "Old Religion". However, Gardner did refer to witches as "the Wica". During the 1960s, the name of the religion normalised to "Wicca".
Gardner's tradition, later termed Gardnerianism, soon became the dominant form in England and spread to other parts of the British Isles. Following Gardner's death in 1964, the Craft continued to grow unabated despite sensationalism and negative portrayals in British tabloids, with new traditions being propagated by figures like Robert Cochrane, Sybil Leek and most importantly Alex Sanders, whose Alexandrian Wicca, which was predominantly based upon Gardnerian Wicca, albeit with an emphasis placed on ceremonial magic, spread quickly and gained much media attention.

#### Hippie "high priests"
In his seminal, contemporaneous work, The Hippie Trip, author Lewis Yablonsky notes that those who were most respected in hippie settings were the spiritual leaders, the so-called "high priests" who emerged during that era.
One such hippie "high priest" was San Francisco State College instructor Stephen Gaskin. Beginning in 1966, Gaskin's "Monday Night Class" eventually outgrew the lecture hall, and attracted 1,500 hippie followers in an open discussion of spiritual values, drawing from Christian, Buddhist, and Hindu teachings. In 1970, Gaskin founded a Tennessee community called The Farm, and he still lists his religion as "Hippie".

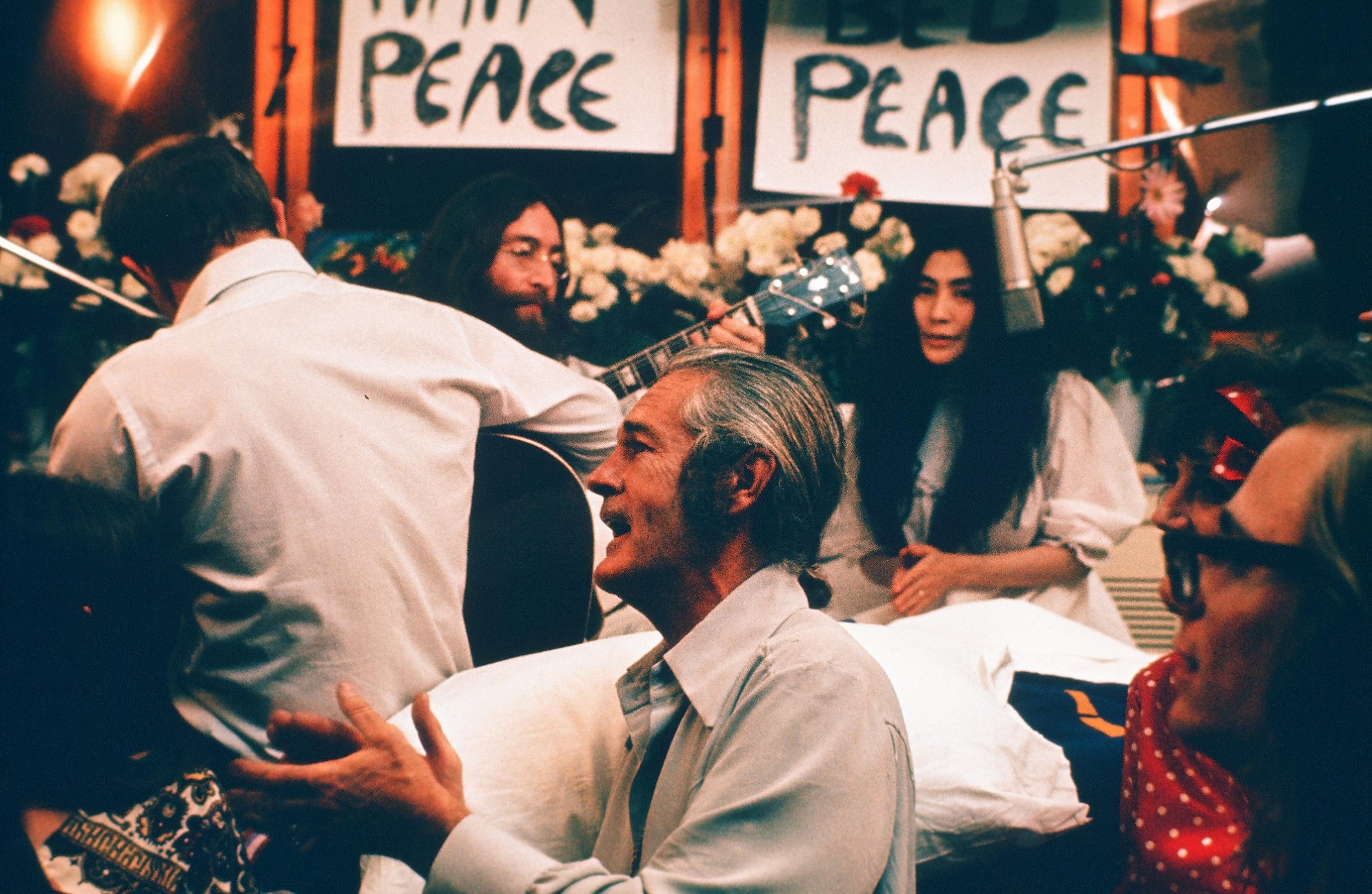
Recording "Give Peace a Chance". Left to right: Rosemary Leary (face not visible), Tommy Smothers (with back to camera), John Lennon, Timothy Leary, Yoko Ono, Judy Marcioni and Paul Williams, June 1, 1969.

Timothy Leary was an American psychologist and writer, known for his advocacy of psychedelic drugs. On September 19, 1966, Leary founded the League for Spiritual Discovery, a religion declaring LSD as its holy sacrament, in part as an unsuccessful attempt to maintain legal status for the use of LSD and other psychedelics for the religion's adherents based on a "freedom of religion" argument. The Psychedelic Experience was the inspiration for John Lennon's song "Tomorrow Never Knows" in The Beatles’ album Revolver. He published a pamphlet in 1967 called Start Your Own Religion to encourage just that (see below under "writings") and was invited to attend the January 14, 1967 Human Be-In a gathering of 30,000 hippies in San Francisco's Golden Gate Park In speaking to the group, he coined the famous phrase "Turn on, tune in, drop out".

## Kritik und Erbe
Die nachhaltigen Auswirkungen (einschließlich unbeabsichtigter Folgen), die kreative Leistung und das allgemeine Erbe der Ära der Gegenkultur werden weiterhin aktiv diskutiert, debattiert, verachtet und gefeiert.
Selbst die Vorstellungen darüber, wann die Gegenkultur die Beat-Generation verdrängte, wann sie der Nachfolgegeneration Platz machte und was dazwischen geschah, sind umstritten. Laut dem bekannten britischen Underground- und Gegenkultur-Autor Barry Miles:

“It seemed to me that the Seventies was when most of the things that people attribute to the sixties really happened: this was the age of extremes, people took more drugs, had longer hair, weirder clothes, had more sex, protested more violently and encountered more opposition from the establishment. It was the era of sex and drugs and rock'n'roll, as Ian Dury said. The countercultural explosion of the 1960s really only involved a few thousand people in the UK and perhaps ten times that in the USA—largely because of opposition to the Vietnam war, whereas in the Seventies the ideas had spread out across the world.”

„Mir schien, dass in den Siebzigern die meisten Dinge, die man den Sechzigern zuschreibt, tatsächlich passierten: Es war das Zeitalter der Extreme, die Menschen nahmen mehr Drogen, trugen längere Haare, schrägere Kleidung, hatten mehr Sex, protestierten heftiger und stießen auf mehr Widerstand des Establishments. Es war die Ära von Sex, Drugs und Rock'n'Roll, wie Ian Dury sagte. Die gegenkulturelle Explosion der 1960er Jahre betraf in Großbritannien tatsächlich nur ein paar Tausend Menschen und in den USA vielleicht zehnmal so viele – hauptsächlich aufgrund des Widerstands gegen den Vietnamkrieg. In den Siebzigern hingegen hatten sich die Ideen bereits weltweit verbreitet.“

In einer Lehreinheit der Columbia University zur Ära der Gegenkultur heißt es: „Obwohl sich Historiker über den Einfluss der Gegenkultur auf die amerikanische Politik und Gesellschaft nicht einig sind, beschreiben die meisten die Gegenkultur mit ähnlichen Begriffen. Nahezu alle Autoren – zum Beispiel Robert Bork in ‚Slouching Toward Gomorrah: Modern Liberalism and American Decline‘ (New York: Regan Books, 1996) und Todd Gitlin in ‚The Sixties: Years of Hope, Days of Rage‘ (New York: Bantam Books, 1987) charakterisieren die Gegenkultur als selbstgefällig, kindisch, irrational, narzisstisch und sogar gefährlich. Trotzdem finden viele liberale und linke Historiker konstruktive Elemente darin, während die Rechten nicht dazu neigen.“

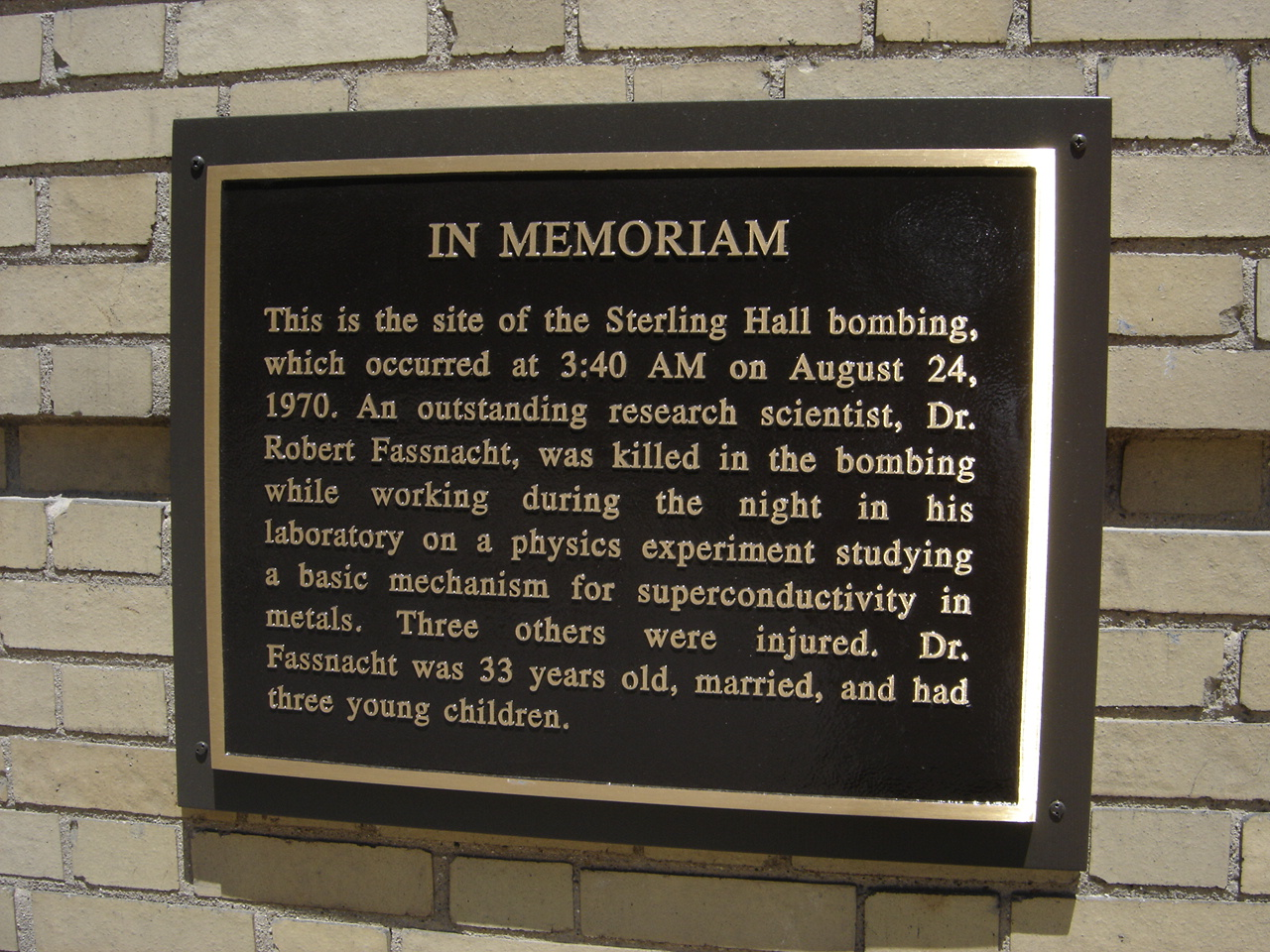
The plaque honoring the victims of the August 1970 Sterling Hall bombing, University of Wisconsin, Madison

Der Schauspieler John Wayne verglich Aspekte der Sozialprogramme der 1960er Jahre mit dem Aufstieg des Wohlfahrtsstaates: „Ich weiß alles darüber. In den späten Zwanzigern, als ich im zweiten Jahr an der USC war, war ich selbst Sozialist – aber nicht, als ich die Universität verließ. Der durchschnittliche College-Student wünscht sich idealistisch, dass jeder zu jeder Mahlzeit Eis und Kuchen essen könnte. Aber wenn er älter wird und mehr über seine und die Verantwortung seiner Mitmenschen nachdenkt, stellt er fest, dass das so nicht funktionieren kann – dass manche Leute ihre Last einfach nicht tragen wollen… Ich glaube an Sozialhilfe – ein Sozialarbeitsprogramm. Ich finde nicht, dass ein Kerl auf seinem Hintern sitzen und Sozialhilfe beziehen kann. Ich würde gerne wissen, warum sich gut ausgebildete Idioten ständig für faule und nörgelnde Menschen entschuldigen, die meinen, die Welt schulde ihnen ein Leben. Ich würde gerne wissen, warum sie Entschuldigungen für Feiglinge finden, die der Polizei ins Gesicht spucken und dann hinter den Justiz-Heulern herlaufen. Ich kann diese Leute nicht verstehen, die Plakate tragen, um das Leben eines Verbrechers zu retten, aber keinen Gedanken an die unschuldigen Opfer verschwenden.“

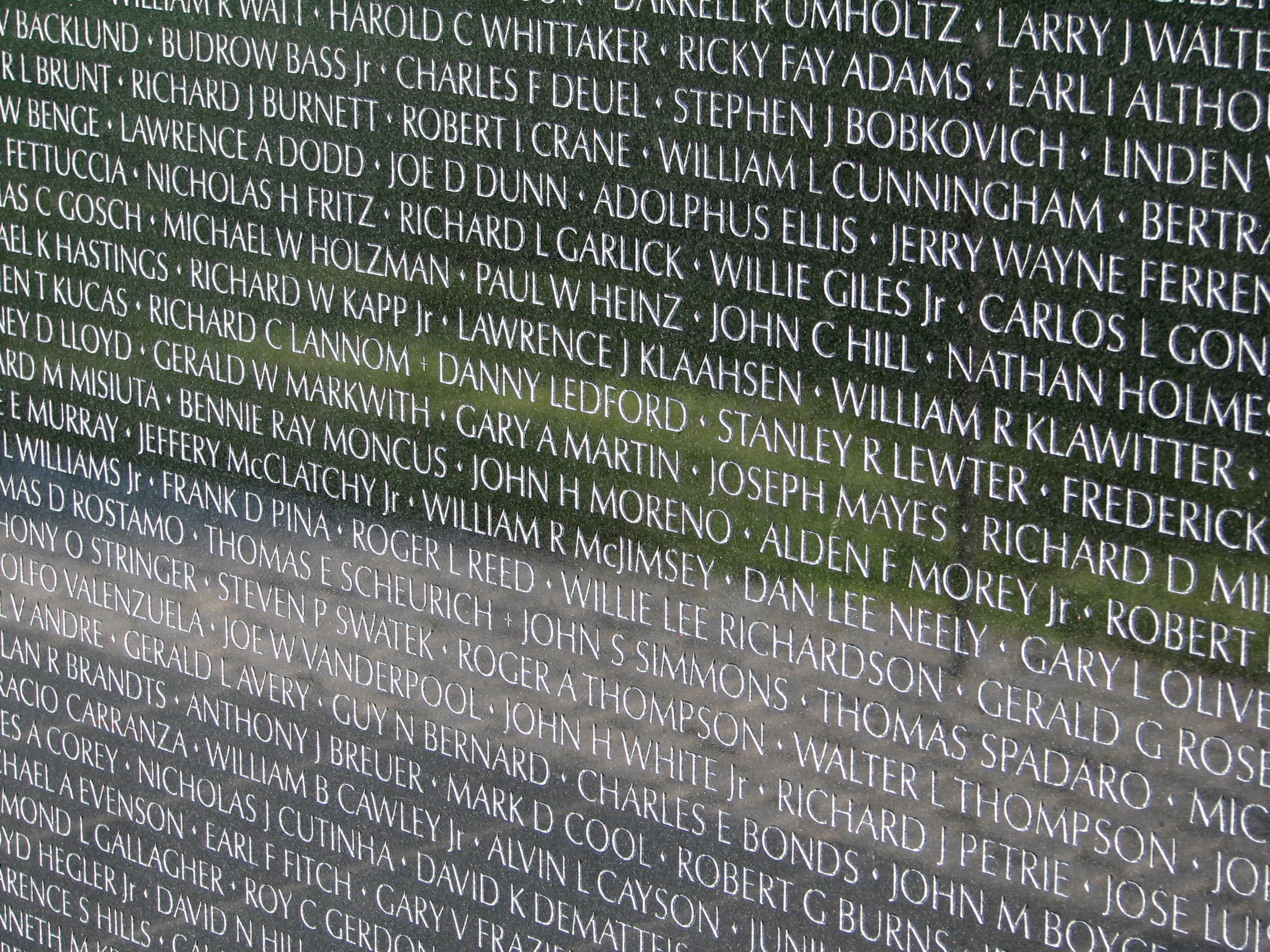
Ein kleiner Abschnitt der „Mauer“ am Vietnam Veterans Memorial mit den Namen der fast 60.000 amerikanischen Kriegstoten

Der ehemalige liberale Demokrat Ronald Reagan, der später konservativer Gouverneur von Kalifornien und 40. Präsident der USA wurde, bemerkte über eine Gruppe von Demonstranten, die Schilder trugen: „Die letzten Streikposten trugen Schilder mit der Aufschrift ‚Make love, not war‘. Das Problem war nur, dass sie zu beidem nicht in der Lage zu sein schienen.“
Der Generationenkonflikt zwischen wohlhabenden jungen Menschen und ihren oft von Armut gezeichneten Eltern war ein entscheidender Bestandteil der Kultur der 1960er Jahre. In einem Interview mit der Journalistin Gloria Steinem während des US-Präsidentschaftswahlkampfes 1968 enthüllte die zukünftige First Lady Pat Nixon den Generationenkonflikt in der Weltanschauung zwischen der 20 Jahre jüngeren Steinem und ihr selbst, nachdem Steinem Nixon zu ihrer Jugend, ihren Vorbildern und ihrem Lebensstil befragt hatte. Pat Nixon, ein armes Kind der Großen Depression, sagte zu Steinem: „Ich hatte nie Zeit, über solche Dinge nachzudenken, wer ich sein wollte oder wen ich bewunderte, oder Ideen zu haben. Ich hatte nie Zeit, davon zu träumen, jemand anderes zu sein. Ich musste arbeiten. Ich habe mich nicht einfach zurückgelehnt und über mich selbst oder meine Ideen nachgedacht oder darüber, was ich tun wollte ... Ich habe weitergearbeitet. Ich habe keine Zeit, mir Gedanken darüber zu machen, wen ich bewundere oder mit wem ich mich identifiziere. Ich hatte es nie leicht. Ich bin überhaupt nicht wie Sie … all die Leute, die es leicht hatten.“
In wirtschaftlicher Hinsicht wurde behauptet, dass die Gegenkultur eigentlich nur darauf hinauslief, neue Marktsegmente für die „angesagte“ Menge zu schaffen.
Schon bevor die Gegenkulturbewegung ihren Höhepunkt erreichte, diskutierte der Ökonom und Nobelpreisträger Milton Friedman (1962) das Konzept sozial verantwortlicher Maßnahmen durch etablierte Unternehmen: „Nur wenige Trends könnten die Grundfesten unserer freien Gesellschaft so gründlich untergraben wie die Akzeptanz einer sozialen Verantwortung durch Unternehmensvertreter, die über das bloße Erwirtschaften von möglichst viel Geld für ihre Aktionäre hinausgeht. Dies ist eine grundlegend subversive Doktrin. Wenn Geschäftsleute tatsächlich eine soziale Verantwortung haben, die über die Erzielung maximaler Gewinne für die Aktionäre hinausgeht, woher sollen sie dann wissen, worin diese besteht? Können selbstgewählte Privatpersonen entscheiden, was im gesellschaftlichen Interesse liegt?“
Im Jahr 2003 wurde der Autor und ehemalige Aktivist für freie Meinungsäußerung Greil Marcus mit den Worten zitiert: „Was vor vier Jahrzehnten geschah, ist Geschichte. Es ist nicht bloß ein kleiner Ausrutscher in der Geschichte der Trends. Wer auch immer zu einem Marsch gegen den Irak-Krieg geht, geschieht dies immer in der Erinnerung an die Wirksamkeit, die Freude und die Genugtuung ähnlicher Proteste, die in den Jahren zuvor stattgefunden haben… Es spielt keine Rolle, dass es keine Gegenkultur gibt, denn die Gegenkultur der Vergangenheit gibt den Menschen das Gefühl, dass ihre eigene Andersartigkeit wichtig ist.“
Auf die Frage nach den Zukunftsaussichten der Gegenkulturbewegung im digitalen Zeitalter sagte der ehemalige Grateful-Dead-Texter und selbsternannte „Cyberlibertäre“ John Perry Barlow: „Ich habe als Teenager-Beatnik angefangen, bin dann Hippie und dann Cyberpunk geworden. Und jetzt gehöre ich immer noch zur Gegenkultur, aber ich weiß nicht, wie ich das nennen soll. Ich war geneigt zu denken, dass das eine gute Sache ist, denn sobald die Gegenkultur in Amerika einen Namen hat, können die Medien sie vereinnahmen und die Werbeindustrie sie zu einem Marketing-Konterfei machen. Aber wissen Sie, im Moment bin ich mir nicht sicher, ob das eine gute Sache ist, denn wir haben keine Flagge, hinter der wir uns versammeln können. Ohne einen Namen gibt es vielleicht keine kohärente Bewegung.“
Während dieser Zeit lehnten konservative Studenten die Gegenkultur ab und fanden Wege, ihre konservativen Ideale zu zelebrieren, indem sie Bücher wie „Eine Studie über den Kommunismus“ von J. Edgar Hoover lasen, sich Studentenorganisationen wie den College Republicans anschlossen und griechische Veranstaltungen organisierten, die die Geschlechternormen verstärkten.
Die Verfechterin der freien Meinungsäußerung und Sozialanthropologin Jentri Anders stellte fest, dass innerhalb der gegenkulturellen Gemeinschaft, in der sie lebte und studierte, eine Reihe von Freiheiten befürwortet wurden: „Freiheit, das eigene Potenzial zu entfalten, Freiheit, sich selbst zu erschaffen, Freiheit des persönlichen Ausdrucks, Freiheit von Terminplanung, Freiheit von starr definierten Rollen und hierarchischen Status“. Darüber hinaus glaubte Anders, dass einige Mitglieder der Gegenkultur die Erziehung der Kinder so verändern wollten, dass sie „ästhetischen Sinn, Liebe zur Natur, Leidenschaft für Musik, Wunsch nach Reflexion oder stark ausgeprägte Unabhängigkeit“ nicht entmutigte, sondern vielmehr förderte.
Carolyn „Mountain Girl“ Garcia, eine der lustigsten Pranksterinnen der Welt, kommentierte dies 2007 folgendermaßen: „Ich sehe überall Überbleibsel dieser Bewegung. Es ist ein bisschen wie die Nüsse in Ben & Jerry’s Eiscreme – sie sind so gründlich eingemischt, dass wir sie fast erwarten. Das Schöne ist, dass uns Exzentrizität nichts mehr so fremd ist. Wir haben in diesem Land in vielerlei Hinsicht die Vielfalt angenommen. Ich denke, wir haben uns damit enorm verdient.“
Der 1990 für den Oscar nominierte Dokumentarfilm „Berkeley in the Sixties“ hob hervor, was Owen Gleiberman von „Entertainment Weekly“ bemerkte:
Eine Kunstausstellung (die 2015 im Walker Art Center entstand bevor sie nach Kalifornien ausgeweitet wurde) mit dem Titel „Hippie Modernism: The Struggle for Uptopia“ präsentiert eine radikalere, meditativere Geschichte der Gegenkultur, die im Gegensatz zur allgemeinen Wahrnehmung dieser Ära steht.
Untersuchungen haben ergeben, dass afroamerikanische Demonstranten in den 1960er Jahren bei ihren Aktivistenaktionen einer härteren Polizeipräsenz ausgesetzt waren als ihre weißen Gegenspieler.

### In der Popkultur
Filme wie „Return of the Secaucus 7“ und „Der große Frust“ behandelte neben der Fernsehserie „thirtysomething“ das Leben der idealistischen Babyboomer von den gegenkulturellen 1960ern bis zu ihrem älteren Ich in den 80ern.
Panos Cosmatos, Regisseur des Films „Jenseits des schwarzen Regenbogens“ aus dem Jahr 2010, gibt zu, dass er die spirituellen Ideale der Babyboomer nicht mag, ein Thema, das er in „Jenseits des schwarzen Regenbogens“ thematisiert. Seiner Ansicht nach führte die Suche der Babyboomer nach alternativen Glaubenssystemen dazu, dass sie sich mit der dunklen Seite des Okkultismus beschäftigten, was wiederum ihre Suche nach spiritueller Erleuchtung korrumpierte. The use of psychedelic drugs for mind-expansion purposes is also explored, obwohl Cosmatos’ Interpretation „düster und verstörend“ sei, eine „Art von Psychedelia, die im direkten Gegensatz zum Friedenstrip des Blumenkinds und des Zauberpilzes steht“, schrieb ein Rezensent. Jordan Hoffman von UGO Networks bemerkte beide Elemente und stellte in seiner Kritik fest, dass im Film einige „nichtsnutzige New Age-Wissenschaftler ihre Experimente mit bewusstseinsverändernden Drogen eine junge Frau mutieren ließen“. – in this case, Elena. Cosmatos explains why Dr. Arboria's mission to create a superior human ultimately failed:
Ich halte Arboria für ziemlich naiv. Er hatte die besten Absichten, das menschliche Bewusstsein zu erweitern, aber ich glaube, sein Ego stand ihm im Weg, und letztendlich entwickelte sich daraus etwas Giftiges, Zerstörerisches. Denn Arboria versucht, das Bewusstsein und den Geist zu kontrollieren. Es gibt einen Moment der Wahrheit im Film, in dem alles zu zerfallen beginnt, weil es nicht mehr um Menschlichkeit geht, sondern um ein unerreichbares Ziel. Das ist der „Schwarze Regenbogen“: der Versuch, einen unerreichbaren Zustand zu erreichen, der letztlich wahrscheinlich destruktiv ist.
Der deutsche Filmkritiker Hauke Lehmann, C. H. Newell writing at Father Son Holy Gore, und Mike Lesuer vom Flood Magazine Cosmatos’ Botschaft sowohl in „Beyond the Black Rainbow“ als auch in seinem nächsten Film „Mandy“ fassen zusammen, dass die progressiven sozialen, politischen und kulturellen Utopien der 1960er Jahre (repräsentiert durch Dr. Arboria und seine ursprünglichen Pläne mit seinem Institut) scheiterten, weil sie noch nicht auf das vorbereitet waren, was jenseits von Aldous Huxley und Timothy Learys Türen der Wahrnehmung lag, und lud damit die Gegenbewegung in Form der konservativen, rechten 1980er Jahre (repräsentiert durch Barry) ein. Ebenso bemerken Simon Abrams und Steven Boone vom „Hollywood Reporter“ Cosmatos’ scharfe Kritik an der amerikanischen konservativen Rechten der 1980er Jahre.

## Schlüsselfiguren

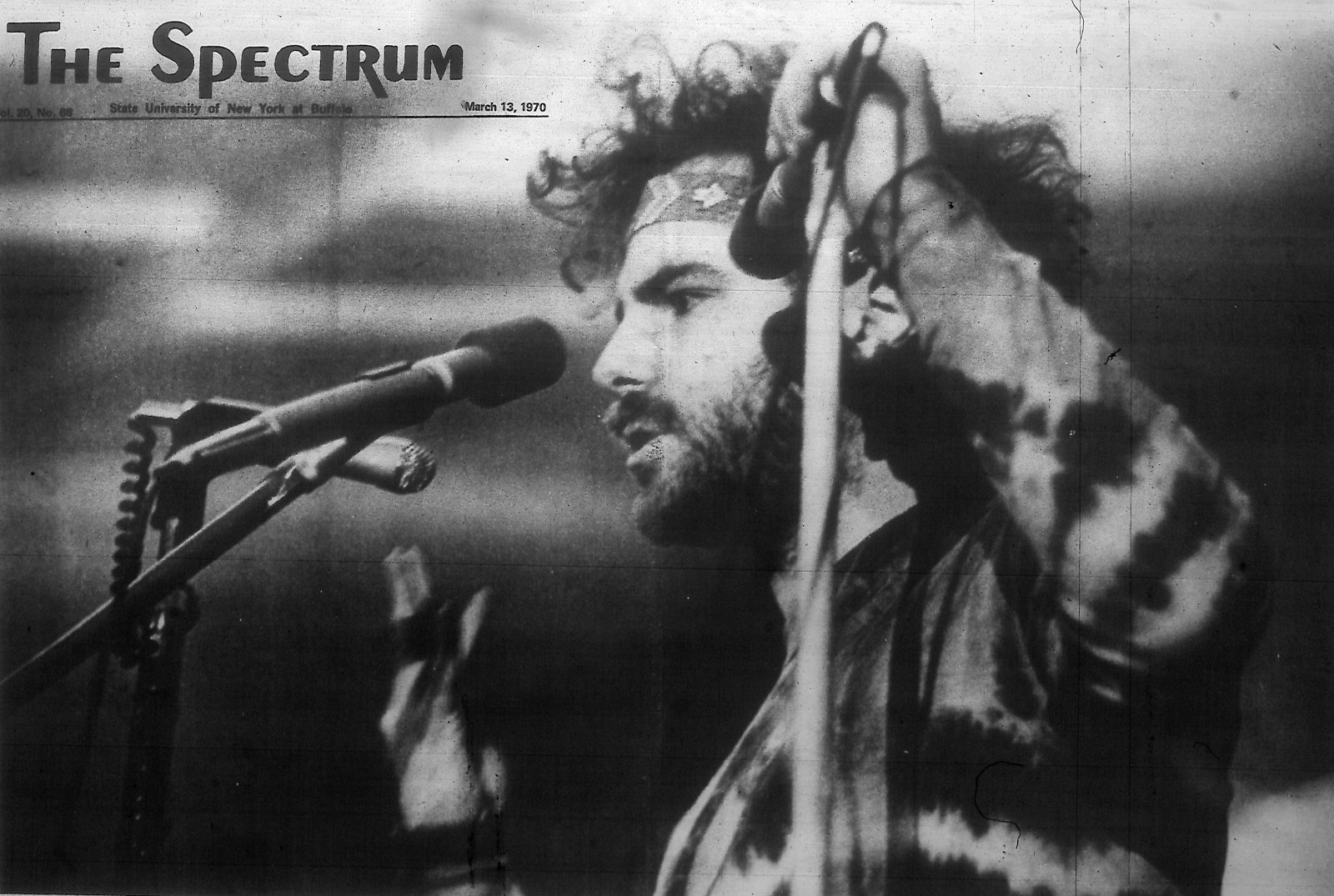
Jerry Rubin, University at Buffalo, 10. März 1970

Die folgenden Personen sind für ihr Engagement in der Gegenkultur der 1960er Jahre bekannt. Einige von ihnen sind wichtige Nebenfiguren oder Kontextfiguren, wie beispielsweise Vertreter der Beat Generation, die auch direkt an der späteren Gegenkultur beteiligt waren. Die wichtigsten Bereiche der jeweiligen Persönlichkeit sind auf den jeweiligen Wikipedia-Seiten angegeben.
Dieser Abschnitt erhebt keinen Anspruch auf Vollständigkeit, sondern bietet einen repräsentativen Querschnitt der innerhalb der Bewegung aktiven Personen. Obwohl viele der aufgeführten Personen für ihr Engagement für Bürgerrechte bekannt sind, werden einige Personen, deren Bekanntheit vor allem im Bereich der Bürgerrechtsbewegung lag, bereits an anderer Stelle aufgeführt. Dieser Abschnitt soll keine über die bereits erwähnten hinausgehenden Verbindungen zwischen den aufgeführten Personen herstellen.
- Muhammad Ali (1942–2016) (Sportler, Aktivist, Kriegsdienstverweigerer)
- Saul Alinsky (1909–1972) (Autor, Aktivist)
- Richard Alpert (1931–2019) (Professor, spiritueller Lehrer)
- Bill Ayers (* Joan Baez,1941) (Musikerin, Aktivistin)
- David Bailey (geb. 1938) (Fotograf)
- Dennis Banks (1937–2017) (Aktivist, Lehrer und Autor)
- Sonny Barger (1938–2022) (Hells Angel)
- Syd Barrett (1946–2006) (Musiker)
- Stewart Brand (geb. 1938) (Umweltschützer, Autor)
- Lenny Bruce (1925–1966) (Komiker, Gesellschaftskritiker)
- Eric Burdon (geb. 1941) (Sänger)
- William S. Burroughs (1914–1997) (Autor)
- Jim Cairns (1914–2003) (Kriegsgegner)
- George Carlin (1937–2008) (Komiker, Gesellschaftskritiker)
- Rachel Carson (1907–1964) (Autorin, Umweltschützerin)
- Neal Cassady (1926–1968) (Merry Prankster, literarische Inspiration)
- Cesar Chavez (1927–1993) (Gewerkschaftsführer, Gemeindeorganisator und Aktivist)
- Cheech & Chong (Komiker, Gesellschaftskritiker)
- Peter Coyote (geb. 1941, Schauspieler und Schriftsteller)
- David Crosby (1941–2023) (Musiker)
- Robert Crumb (geb. 1943) (Künstler der underground Comics)
- David Dellinger (1915–2004) (Pazifist, Aktivist)
- Angela Davis (geb. 1944) (Kommunistin, Aktivistin)
- Emile de Antonio (1919–1989) (Dokumentarfilmer)
- Bernardine Dohrn (geb. 1942) (Aktivist)
- Bob Dylan (geb. 1941) (Musiker)
- Daniel Ellsberg (1931–2023) (Whistleblower)
- Betty Friedan (1921–2006) (Feministin, Autorin)
- Jane Fonda (geb. 1937) (Schauspielerin, Aktivistin)
- Peter Fonda (1940–2019) (Schauspieler, Aktivist)
- Michel Foucault (1926–1984) (Philosoph, Ideenhistoriker, Schriftsteller, Wissenschaftler, Anthropologe, politischer Aktivist, Literaturkritiker)[202][203]
- Jerry Garcia (1942–1995) (Musiker)
- Allen Ginsberg (1926–1997) (Beat-Poet, Aktivist)
- Mary Quant (1930–2023) (Modedesignerin)
- Todd Gitlin (1943–2022) (Aktivist)
- Dick Gregory (1932–2017) (Komiker, Gesellschaftskritiker, Autor, Aktivist)
- Paul Goodman (1911–1972) (Romanautor, Dramatiker, Dichter)
- Wavy Gravy (geb. 1936) (Hippie, Aktivist)
- Bill Graham (1931–1991) (Veranstalter)
- Germaine Greer (geb. 1939) (Feministin, Autorin)
- Che Guevara (1928–1967) (marxistischer Guerillakämpfer, revolutionäres Symbol)
- Tom Hayden (1939–2016) (Aktivist, Politiker)
- Hugh Hefner (1926–2017) (Verleger)
- Chet Helms (1942–2005) (Musikmanager, Konzert-/Veranstaltungsveranstalter)
- Jimi Hendrix (1942–1970) (Musiker)
- Abbie Hoffman (1936–1989) (Yippie, Autor)
- John „Hoppy“ Hopkins (1937–2015) (Verleger, Aktivist, Fotograf)
- Dennis Hopper (1936–2010) (Schauspieler, Regisseur)
- Dolores Huerta (geb. 1930) (Gewerkschaftsführerin und Aktivistin)
- Mick Jagger (geb. 1943) (Sänger)
- Brian Jones (1942–1969) (Musiker)
- Janis Joplin (1943–1970) (Sänger)
- Jack Kerouac (1922–1969) (Autor, früher Kritiker der Gegenkultur)
- Ken Kesey (1935–2001) (Autor, Merry Prankster)
- William Kunstler (1919–1995) (Rechtsanwalt, Aktivist)
- Timothy Leary (1920–1996) (Professor, LSD-Befürworter)
- John Lennon (1940–1980) und Yoko Ono (geb. 1933) (Musiker, Künstler, Aktivisten)
- Norman Mailer (1923–2007) (Journalist, Autor, Aktivist)
- Charles Manson (1934–2017) (Verschwörer eines Massenmordes)
- Eugene McCarthy (1916–2005) (Antikriegspolitiker)
- Paul McCartney (geb. 1942) (Musiker)
- Michael McClure (1932–2020) (Dichter)
- Terence McKenna (1946–2000) (Autor, Marihuana-, Psilocybin- und DMT-Befürworter)
- Russell Means (1939–2012) (Aktivist, Schauspieler, Schriftsteller und Musiker)
- Jesús Papoleto Meléndez (geb. 1950) (Dichter, Dramatiker, Lehrer und Aktivist)
- Barry Miles (geb. 1943) (Autor, Impresario)
- Madalyn Murray O’Hair (1919–1995) (Atheist, Aktivist)
- Jim Morrison (1943–1971) (Sänger, Liedermacher, Dichter)
- Ralph Nader (geb. 1934) (Verbraucherschützer, Autor)
- Graham Nash (geb. 1942) (Musiker, Aktivist)
- Paul Newman (1925–2008) (Schauspieler, Aktivist)
- Jack Nicholson (geb. 1937) (Drehbuchautor, Schauspieler)
- Phil Ochs (1940–1976) (Protest-/Aktueller Sänger)
- John Philips (1935–2001) (Musiker)
- Richard Pryor (1940–2005) (Komiker, Gesellschaftskritiker)
- Keith Richards (geb. 1943) (Musiker)
- Jerry Rubin (1938–1994) (Yippie, Aktivist)
- Mark Rudd (geb. 1947) (Aktivist)
- Ed Sanders (geb. 1939) (Musiker, Aktivist)
- Mario Savio (1942–1996) (Aktivist für freie Meinungsäußerung und Studentenrechte)
- John Searle (geb. 1932) (Professor, Verfechter der freien Meinungsäußerung)
- Pete Seeger (1919–2014) (Musiker, Aktivist)
- John Sinclair (1941–2024) (Dichter, Aktivist)
- Grace Slick (geb. 1939) (Sängerin, Künstlerin)
- Gary Snyder (geb. 1930) (Dichter, Schriftsteller, Umweltschützer)
- Stephen Stills (geb. 1945) (Musiker)
- Smothers Brothers (Musiker, Fernsehkünstler, Aktivisten)
- Owsley Stanley (1935–2011) (Drogenkulturchemiker)
- Gloria Steinem (geb. 1934) (Feministin, Verlegerin)
- Hunter S. Thompson (1937–2005) (Journalist, Autor)
- Twiggy (geb. 1949) (Model, Schauspielerin)
- Kurt Vonnegut (1922–2007) (Autor, Pazifist, Humanist)
- Andy Warhol (1928–1987) (Künstler)
- Leonard Weinglass (1933–2011) (Rechtsanwalt)
- Alan Watts (1915–1973) (Philosoph)
- Neil Young (geb. 1945) (Musiker, Aktivist)
- Jean Shrimpton (geb. 1942) (Supermodel, Schauspielerin)